# Lugoj
Lugoj (în maghiară Lugos, în germană Lugosch) este un municipiu în județul Timiș, Banat, România, format din localitatea componentă Lugoj (reședința), și din satele Măguri și Tapia. La o distanță de doar 23 de kilometri de municipiu se află stațiunea balneoclimaterică de interes național Buziaș. Totodată, din municipiul Lugoj se pleacă spre numeroase obiective turistice din zona etnografică Țara Făgetului.
Unul dintre cele mai importante centre ale mișcării culturale din Transilvania și Banat, Lugojul este cunoscut pentru rolul important pe care l-a jucat în dezvoltarea învățământului, în mișcarea de eliberare socială și națională și consolidarea unității naționale a românilor. Aici a avut loc în 1848 a doua Adunare națională a românilor din Banat. 
Între 1881 și 1920 a fost reședința Comitatului Caraș-Severin, una dintre cele 63 de unități administrativ-teritoriale ale Regatului Ungariei din perioada respectivă.
Astăzi este un important centru cultural și renumit centru muzical. Este al doilea oraș ca mărime și importanță din județul Timiș, după Municipiul Timișoara. Conform recensământului din 2021, Lugojul are o populație de 35.450 de locuitori, ceea ce îl plasează pe poziția 51 în clasamentul localităților după populație din țară, între Mediaș cu 39.505 locuitori pe poziția 50 și Medgidia cu 34.612 locuitori pe poziția 52.

## Etimologia toponimului
Potrivit istoricului Horațiu Suciu etimologia toponimului Lugoj a fost și este mult controversată. În cartea sa O Istorie a Lugojului între secolele XIV-XVIII parcurge ipotezele de mai jos.
O primă ipoteză abordată în lucrarea sa este cea a lui Vasile V. Muntean care pune toponimul orașului în legătură cu dacicul liguas care ar fi însemnând „smârc”. I. Pătruț propune în cartea sa Studii de limba română și slavistică ipoteza derivării numelui orașului din radicalul slav luh, pronunțat [lug], cu sensul de „mlaștină” la care s-a adăugat sufixul maghiar -os. Tot acest lingvist arată că numele orașului, eventual prin varianta sa Logoj, ar putea veni de la o persoană cu același nume.
O altă ipoteză subliniază originea maghiară a toponimului din cuvântul lugas care înseamnă „umbrar, foișor”. Vasile Maniu susține în cartea sa Dare de seamă asupra operei d-lui Iung. Romanii și Românii că numele Lugojului provine din latinescul lucus având sensul de „pădurice de baltă”. În opinia lui Simion Dănilă toponimului Lugoj (pronunțat local Logoj) ar proveni de la logoj, pluralul lui logoz dublet bănățean pentru rogoz (numele unei plante erbacee, care creștea prin mlaștini și locuri umede, folosită la împletitul rogojinilor și uneori la acoperitul caselor de la țară).
Însă, continuă istoricul, ținând seama de faptul că așezarea apare pentru prima dată în documente la 1334 cu numele de Lucas și abia în 1368 ca Lugas, putem considera că latinescul lucus stă la baza numelui Lugoj, probabil transformat apoi de copiștii medievali în Lugas. Cu toate acestea, afirmă același istoric, problema etimologiei rămâne deschisă în continuare.

## Date geografice

#### Poziție geografică

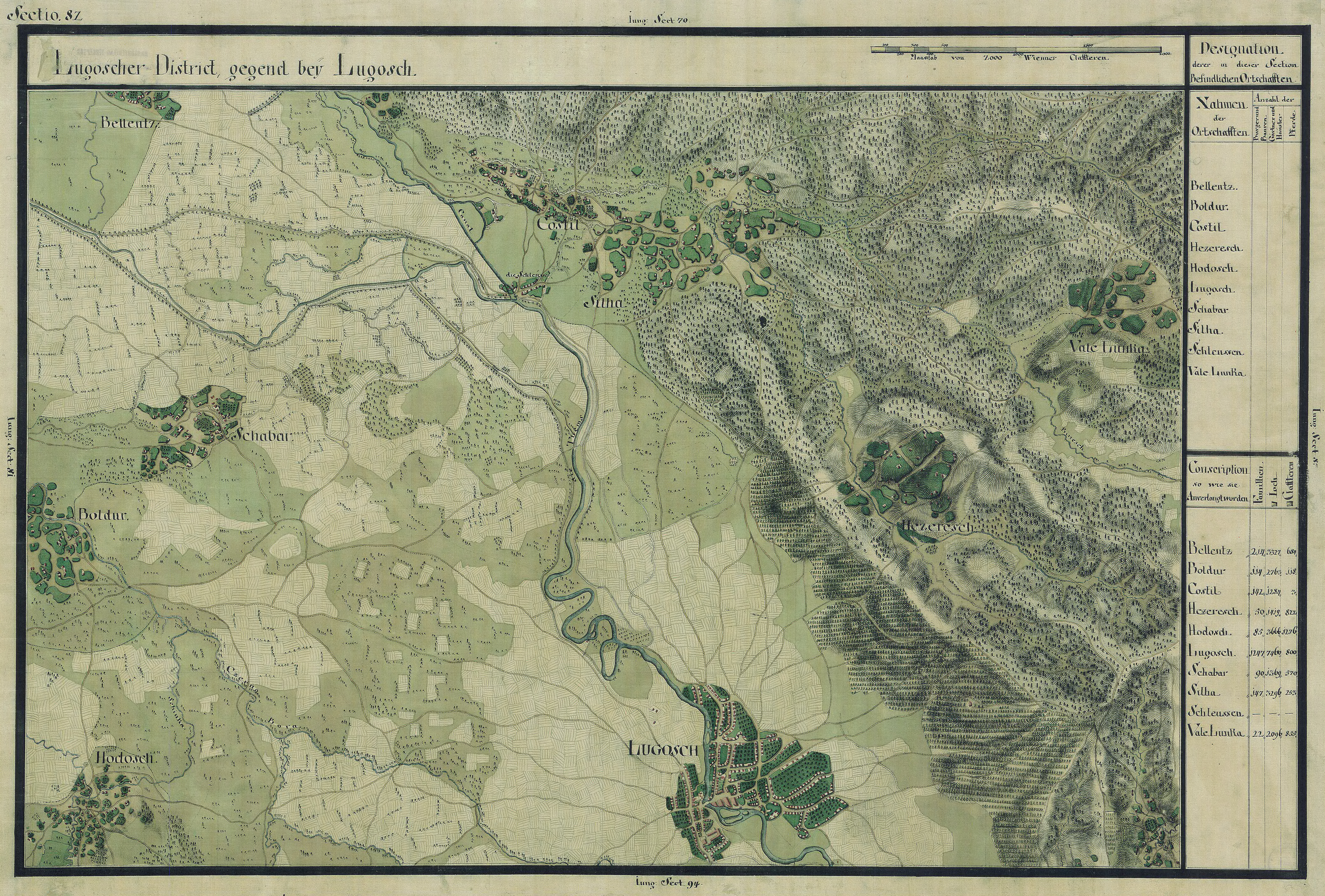
Lugojul în Harta Iosefină a Banatului, 1769-72

Municipiul Lugoj este situat în vestul țării, pe malurile râului Timiș. Extremitatea sudică a teritoriului administrativ al municipiului Lugoj se află la 45°39′04″ latitudine nordică, în timp ce extremitatea nordică la 45°45′36″ latitudine nordică, fiind situat la jumătatea distanței dintre Ecuator și Polul Nord. Pe axa vest-est Lugojul este cuprins între 21°51′35″ longitudine estică  și 21°57′56″ longitudine estică.
În raport cu localitățile mai apropiate el se regăsește la 58 km de Reșița, 101 km de Deva, 45 km de Caransebeș, 59 km de Timișoara și 490 km de București.
În cadrul județului Timiș, Lugojul este situat în partea central-estică, fiind al doilea municipiu din județ ca mărime, dezvoltare economică și populație.
Municipiul Lugoj are două sate aparținătoare, Măguri și Tapia, împreună cu care ocupă o suprafață de 9.956 ha.

#### Climă și relief
Din punct de vedere climatic, zona Lugojului se încadrează în climatul temperat continental moderat, cu influențe din vestul și sudul continentului, caracterizat prin ierni blânde și veri răcoroase. Influențele submediteraneene se fac simțite prin amplitudini termice relativ mici și apariția celui de-al doilea maxim în regimul precipitațiilor (toamna).
Foarte frecvente sunt aici masele de aer ciclonal, care, venind din regiunea Mării Mediterane și Mării Adriatice, provoacă dezghețuri și topirea timpurie a zăpezii din timpul iernii. Din analiza regimului temperaturii aerului la Stația Meteorologică Lugoj s-a constatat că temperatura medie anuală este de 10,6 grade C.
Morfologic, teritoriul municipiului Lugoj aparține Câmpiei înalte a Lugojului și Dealurilor Lugojului. Situat în zona de contact a acestor unități, orașul s-a dezvoltat pe terasa inferioară a Timișului, pe ambele maluri ale acestuia. Unitatea de relief în care se află Lugojul este Câmpia Lugojului, ce pătrunde adânc în zona dealurilor piemontane. Altitudinea medie a zonei este de 124 m deasupra nivelului mării.
Cea mai mare parte a terenului pe care este așezat localitatea are un relief plat, cu câteva ridicături care nu depășesc însă 2–3 m altitudine relativ față de suprafața terasei. În NV câmpiei se află Dealurile Lugojului, care fac trecerea spre Munții Poiana Ruscă. La sud de albia Timișului, teritoriul Lugojului se întinde până la lunca inundabilă a Cernaborei, cel mai apropiat afluent local al Timișului.

## Istorie
Lugojul a fost pe vremuri o așezare puternic fortificată, având o importanță mai mare decât în prezent. Prima atestare documentară a cetății Lugoj apare spre sfârșitul secolului al XIII-lea, într-un document păstrat în arhivele din Budapesta, din care reiese că regele Ungariei, Ladislau al IV-lea (1272 - 1290) a poposit cu armata sa la Lugoj.
Într-o diplomă datată 22 august 1376, semnată de regele Ungariei Sigismund de Luxemburg, se arată că cetatea Lugojului a fost donată marilor feudali Ladislau și Ștefan Losonci. La sfârșitul secolului al XIV-lea, mai ales după bătălia de la Nicopole (1396), turcii trec Dunărea deseori, invadează Banatul, ajungând până în părțile Lugojului. În timpul marilor campanii antiotomane, Ioan Huniade, pe când era comite de Timiș (1440), a luat măsuri pentru organizarea sistemului de apărare a orașului, întărind cetatea cu șanțuri, metereze și palisade.
Lugojul a fost centrul unui district românesc, atestat din anul 1390, care și-a păstrat și prin privilegiile și diplomele regilor maghiari autonomia până în secolul al XVI-lea.
În ianuarie 1601, Mihai Viteazul trece prin Banat cu suita sa și poposește și la Lugoj, la Hanul Poștei, în drumul său spre Viena.
Banatul de Lugoj-Caransebeș a rezistat presiunilor turcești până în 1658 când Acațiu Barcsai, Principele Transilvaniei, a cerut lugojenilor și caransebeșenilor să accepte hotărârea Dietei din Sighișoara, supunându-se turcilor. Aceștia au ocupat orașul după scurt timp, aducând o garnizoană militară condusă de un agă.
Evlia Celebi, cărturar și filozof turc, a vizitat Banatul în 1660, consemnând în opera "Seyahatname" ("Cartea Călătoriilor") cetatea Lugojului: „...în formă pătrată, zidită în piatră, întărită cu palisade și înconjurată de pârâul Zeppel, având o poartă spre răsărit și un pod ce se poate ridica.”.

După înfrângerea turcilor la al doilea Asediu al Vienei în 1683, imperialii trec la ofensivă și ocupă pentru scurt timp cetățile Lipova și Lugoj (1688). La 25 septembrie 1695 lângă Lugoj a avut loc o bătălie între armatele Imperiul Habsburgic și Imperiului Otoman, soldată cu înfrângerea dezastruoasă a austriecilor, însuși comandantul armatei, generalul Veterani, fiind ucis de turci. După semnarea păcii, în urma tratatului de la Karlovitz (1699) Banatul a rămas sub dominație otomană, însă prin câteva stipulații ale tratatului, turcii sunt obligați să dărâme unele fortificații, printre care și zidurile cetății Lugoj (1701). După alungarea turcilor, prin pacea de la Passarowitz (21 iulie 1718), a început colonizarea germană, iar primii coloniști s-au stabilit pe malul stâng al râului Timiș (circa 1720), punând bazele "Lugojului german". În secolul al XVIII-lea au fost ridicate numeroase edificii publice, între care biserica romano-catolică și biserica ortodoxă "Adormirea Maicii Domnului", amândouă declarate monumente istorice.

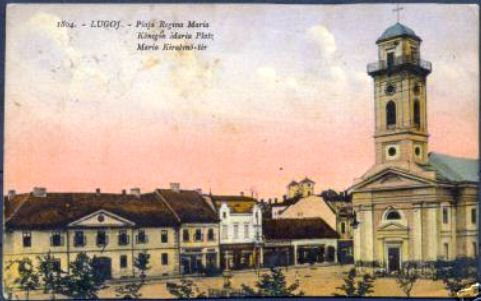
Piața Regina Maria din Lugoj (1804)

În 1778, ca urmare a încorporării Banatului la Ungaria, Lugojul a devenit reședința comitatului Caraș, iar în 1795 Lugojul român și Lugojul german s-au unificat.

În 1785  Lugoj este descris de către călătorul german Johann Lehmann :„Pe un drum frumos ridicat și bine făcut, am ajuns la Lugoj, care în sine este foarte mare. Are o piață frumoasă, cu multe case frumoase. În piață sunt prăvălii cu negustori greci. Orașul, prin râul Timiș este împărțit în două părți. Partea germană este bine zidită, are ospătării bune, în care sălășluiesc călătorii, deși sunt cam departe de drum. Trecătorii peste pod, după fiecare cal, trebuie să plătească vamă. Lugojul este un loc plăcut, cu locuitori joviali. În partea germană se află o cafenea cu biliard, precum și o vilă de vară care este proprietatea contesei Soro. Doamna aceasta, în Lugoj și în jur, are multe proprietăți. Partea mare a Lugojului este proprietatea ei, având pământuri și vii. În viile din Lugoj sunt vițe de vie burgundă ce produc vinuri care în bunătate întrec alte multe vinuri...La capătul orașului, pe drumul ce duce spre Transilvania, în mâna dreaptă, sunt ridicate 8 furci de spânzurătoare, apoi urmează un șes plăcut și numaidecât se începe un deal înalt cu vii de ambele părți ale drumulu. Ici colo se văd locuințe de vară.”

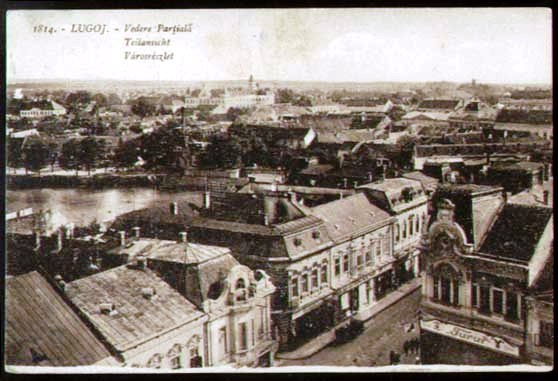
Lugojul în 1814

Eftimie Murgu s-a stabilit la Lugoj în 1841, iar în iunie 1848 a prezidat a doua Adunare națională a românilor din Banat de pe Câmpia Libertății din Lugoj, în cadrul căreia s-au exprimat postulatele de ordin național ale românilor bănățeni din Revoluția Pașoptistă, al cărei centru a fost Lugojul.
În vara anului 1842 a avut loc un mare incendiu, în care aproximativ 400 de case și clădiri importante (biserica Adormirea Maicii Domnului, Turnul Sfântul Nicolae, capela greco-catolică ș.a.) au fost distruse de flăcări.
Prin rezoluția imperială de la 12 decembrie 1850 Lugojul a devenit reședința Episcopiei Greco-Catolice din Banat.
Lugojul a fost reședința comitatului Caraș-Severin din 1881 până în 1925, când în urma noii organizări administrativ-teritoriale din România au fost create județul Caraș și județul Severin, cel din urmă cu reședința la Lugoj până la sfârșitul celui de-al Doilea Război Mondial.
Podul de Fier, simbol al Lugojului, a fost construit în 1902.
La 3 noiembrie 1918 a avut loc la Lugoj o mare adunare națională în care s-a proclamat dreptul națiunii Române la autodeterminare, după dezmembrarea Imperiului Austro-Ungar în urma primului război mondial.
La 20 decembrie 1989, Lugojul a devenit al doilea oraș liber de sub regimul comunist din România.

## Stema municipiului

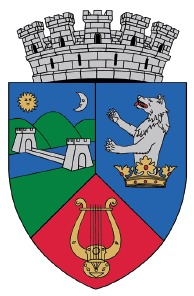
Stema municipiului Lugoj

Potrivit hotărârii de guvern nr. 1005/2013 stema municipiului se compune dintr-un scut triunghiular cu marginile rotunjite, tăiat în furcă răsturnată. În partea superioară, în dreapta, în câmp albastru, se află un brâu albastru, două turnuri crenelate și un pod de argint, pe un câmp verde și trei movile verzi. De o parte și de alta se află soarele de aur și luna de argint. În partea superioară, în stânga, în câmp albastru, se află un lup de argint armat și limbat cu roșu, ce privește spre dreapta; lupul iese dintr-o coroană de aur deschisă cu trei fleuroane și împodobită cu rubine. În partea inferioară, în câmp roșu, se află o liră de aur. Scutul este timbrat de o coroană murală de argint cu cinci turnuri crenelate.
Semnificațiile elementelor însumate
În anexa hotărârii mai sus amintite sunt detaliate elementele componenete ale stemei după cum urmează :
- lupul reprezintă un vechi simbol medieval, care se regăsește și pe stema acordată lugojenilor la 1551 de Regina Isabella[16], și simbolizează vitejia locuitorilor orașului
- coroana reprezintă nobilimea și faptul că stema a fost acordată de un personaj cu demnitate regală
- soarele și luna reprezintă vechi simboluri ale eternității, bogăției și belșugului
- lira simbolizează tradiția muzicală și culturală a locuitorilor, localitatea fiind cunoscută în trecut drept capitala culturală a Banatului
- cele două turnuri crenelate și podul simbolizează Lugojul Român și Lugojul German, unificate în perioada 1793-1795
- cele trei movile simbolizează dealurile de la marginea localității, cultivate cu viță-de-vie încă din secolul al XVIII-lea
- coroana murală cu cinci turnuri crenelate semnifică faptul că localitatea are rangul de municipiu

## Populație
Componența etnică a municipiului Lugoj
     Români (75,24%)
     Maghiari (3,83%)
     Romi (1,64%)
     Germani (1,04%)
     Alte etnii (1,28%)
     Necunoscută (16,98%)
Componența confesională a municipiului Lugoj
     Ortodocși (63,94%)
     Romano-catolici (5,76%)
     Penticostali (4,77%)
     Baptiști (2,39%)
     Reformați (2,34%)
     Greco-catolici (1,04%)
     Alte religii (1,72%)
     Necunoscută (18,03%)
Conform recensământului efectuat în 2021, populația municipiului Lugoj se ridică la 35.450 de locuitori, în scădere față de recensământul anterior din 2011, când fuseseră înregistrați 40.361 de locuitori. Majoritatea locuitorilor sunt români (75,24%), cu minorități de maghiari (3,83%), romi (1,64%) și germani (1,04%), iar pentru 16,98% nu se cunoaște apartenența etnică. Din punct de vedere confesional, majoritatea locuitorilor sunt ortodocși (63,94%), cu minorități de romano-catolici (5,76%), penticostali (4,77%), baptiști (2,39%), reformați (2,34%) și greco-catolici (1,04%), iar pentru 18,03% nu se cunoaște apartenența confesională.
La recensământul din 2002 Lugojul avea o populație de 44.570 locuitori (82,9% români, 9,6% maghiari, 2,9% germani, 2,4% țigani, 1,6% ucraineni). Împreună cu satele din jur, populația este estimată la circa 55.000 - 60.000 locuitori.
- 1890 - 12.489 locuitori[20]
- 1900 - 17.000 locuitori[20]
- 1910 - 19.818 locuitori
- 1930 - 23.593 locuitori
- Conform datelor recensământului din 1930, din cei 23.593 de locuitori, 9.630 s-au declarat români, 6.152 germani, 5.397 maghiari, 1.387 evrei, 264 țigani, tot 264 cehi și slovaci ș.a. Sub aspect confesional populația orașului era alcătuită din 9.790 romano-catolici, 8.344 ortodocși, 1.716 reformați (calvini), 1.474 greco-catolici, 1.418 mozaici, 626 lutherani ș.a.
- 1941 - 26.328 locuitori
- 1956 - 30.252 locuitori
- 1968 - 36.542 locuitori

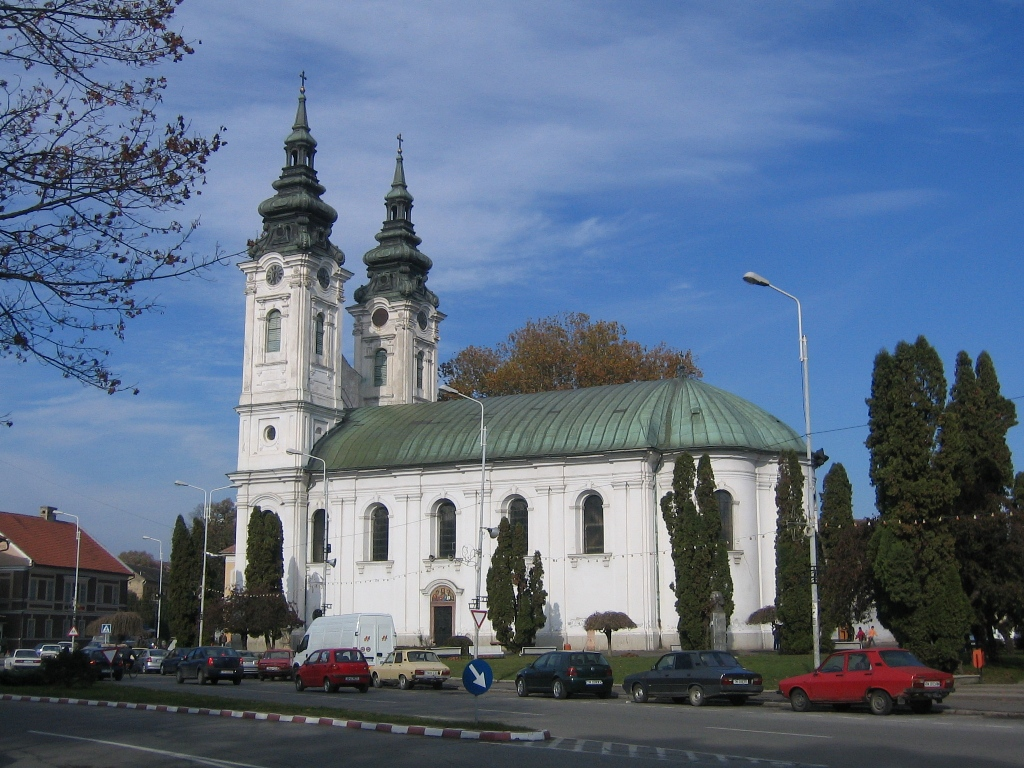
Biserica ortodoxă „Adormirea Maicii Domnului”, în stil baroc

- 2002 - 44.570 locuitori
- 2004 - 46.540 locuitori

## Economie
Actualmente, în Lugoj sunt înregistrate 1.692 de societăți comerciale cu capital privat dintre care: 39 societăți pe acțiuni, 19 societăți în nume colectiv, 1634 societăți cu răspundere limitată. Din punctul de vedere al obiectului de activitate: 54 de societăți comerciale sunt de producție, 2 de turism, 1.636 desfășoară activități de comerț. În perioada post-comunistă, în Lugoj au fost create întreprinderi mici și mijlocii, dar s-au stabilit aici și filiale ale unor concerne industriale, renumite în Europa: Villeroy și Boch în domeniul ceramicii, Rieker pune în valoare tradițiile de confecții de încălțăminte, Werzalit în prelucrarea lemnului, Honeywell — sisteme de siguranța vieții, Mondial (lider autohton al pieței de profil) — obiecte sanitare ceramice (armături, căzi de baie și cabine de duș), Autoliv — sisteme de siguranță a pasagerilor (airbaguri, centuri, volane, senzori ș.a.m.d.), Hella — componente auto, ș.a.
Pe piața de retail, supermarketurile existente sunt operate de concerne naționale și internaționale precum Lidl, Kaufland, Carrefour, Penny Market (Rewe Group), Profi, Unicarm și La Doi Pași. Pe segmentul leisure & DIY există magazinele și reprezentanțele Dedeman, Altex, Flanco, LEM'S, DM Drogerie Markt, eMAG, ș.a.

## Transporturi

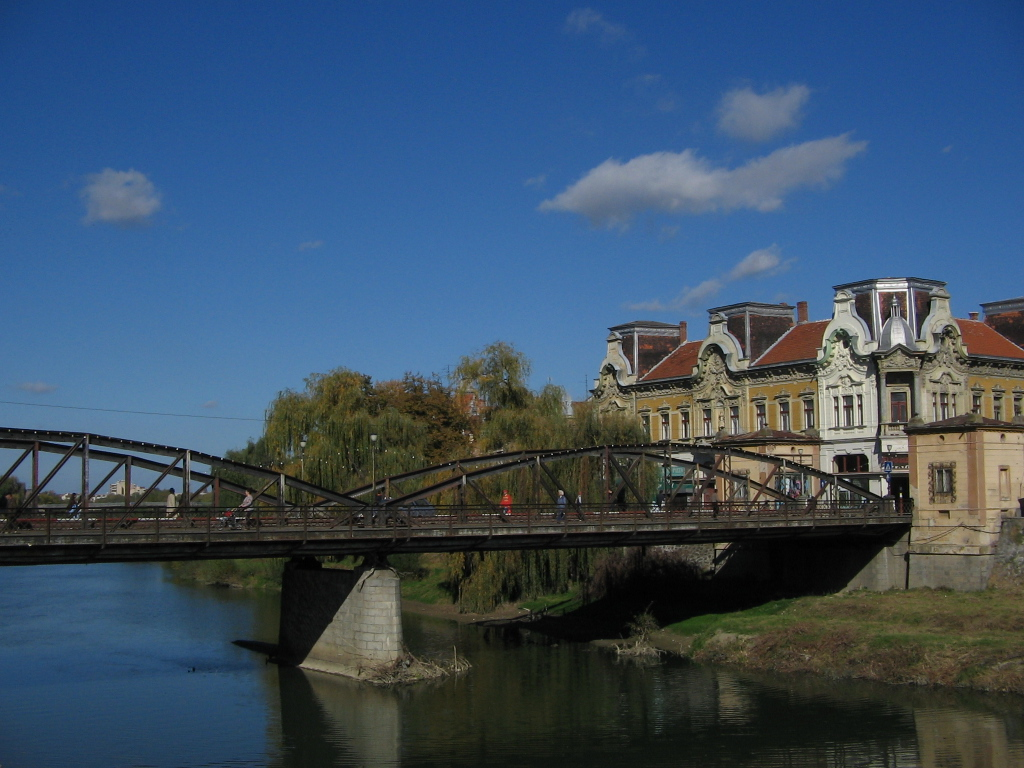
Podul de fier, simbol al Lugojului, a împlinit recent 120 de ani

Lugojul este străbătut de trei importante rute comerciale: autostrada A1, drumul național DN 68 către Deva și drumul european E70 către București. Distanțele către principalele orașe din apropiere sunt: Timișoara - 60 km; Reșița - 58 km; Caransebeș - 45 km; Deva - 101 km. Bucureștiul se află la o distanță de 480 km.
În ceea ce privește transportul feroviar, gara Lugoj se află pe Magistrala CFR 900. Odată cu darea în folosință a magistralei Lugoj–Ilia, în 17 septembrie 1898, Lugojul a devenit nod de cale ferată. Magistrala Lugoj-Ilia traversează râul Timiș pe teritoriul municipiului pe un pod feroviar construit între anii 1901 și 1902, în aceeși perioadă ca Podul de fier din centru.
La 52 km distanță de Lugoj se află Aeroportul Internațional Traian Vuia Timișoara. 
Rețeaua de străzi însumează în Lugoj aproximativ 97 km dintre care 65 km sunt străzi modernizate.
Prin hotărârea Consiliului Local Lugoj nr. 179 din 30.08.2007 s-a înființat serviciul de transport local în municipiul Lugoj. Există patru trasee, operate de S.C. Meridian 22 S.A.:
- Linia 1C. Gară - Liceul Ștefan Odobleja
- Linia 7. Tirol - Cartier I.C. Drăgan
- Linia 15. Cartier I.C. Drăgan - Tirol
- Linia 17. Tapia - Liceul Ștefan Odobleja

### Centura de ocolire
O etapă importantă în dezvoltarea economică a orașului a constituit-o deschiderea șoselei de centură.
Centura ocolitoare a municipiului Lugoj, situată în partea de est a localității, a fost inaugurată la data de 21 august 2010.
Centura are o lungime totală de 9,6 km, 12 m lățime, din care două benzi de circulație a câte 3,5 m fiecare și 2,5 m acostamente pe fiecare parte a drumului.
De asemenea centura cuprinde: un pod peste râul Timiș, cu o lungime de 100 m, un pasaj peste DN 68 A în lungime de 185 m și un alt pasaj peste calea ferată Lugoj-Timișoara și DN 6, în lungime totală de 299 m.
Contractul de execuție lucrări a fost de 24,31 milioane euro, din care 18 milioane euro au reprezentat contribuția nerambursabilă a Uniunii Europene, prin Facilitatea ex-ISPA, diferența fiind acoperită de la bugetul de stat.
Perioada de garanție a centurii este de 24 de luni.

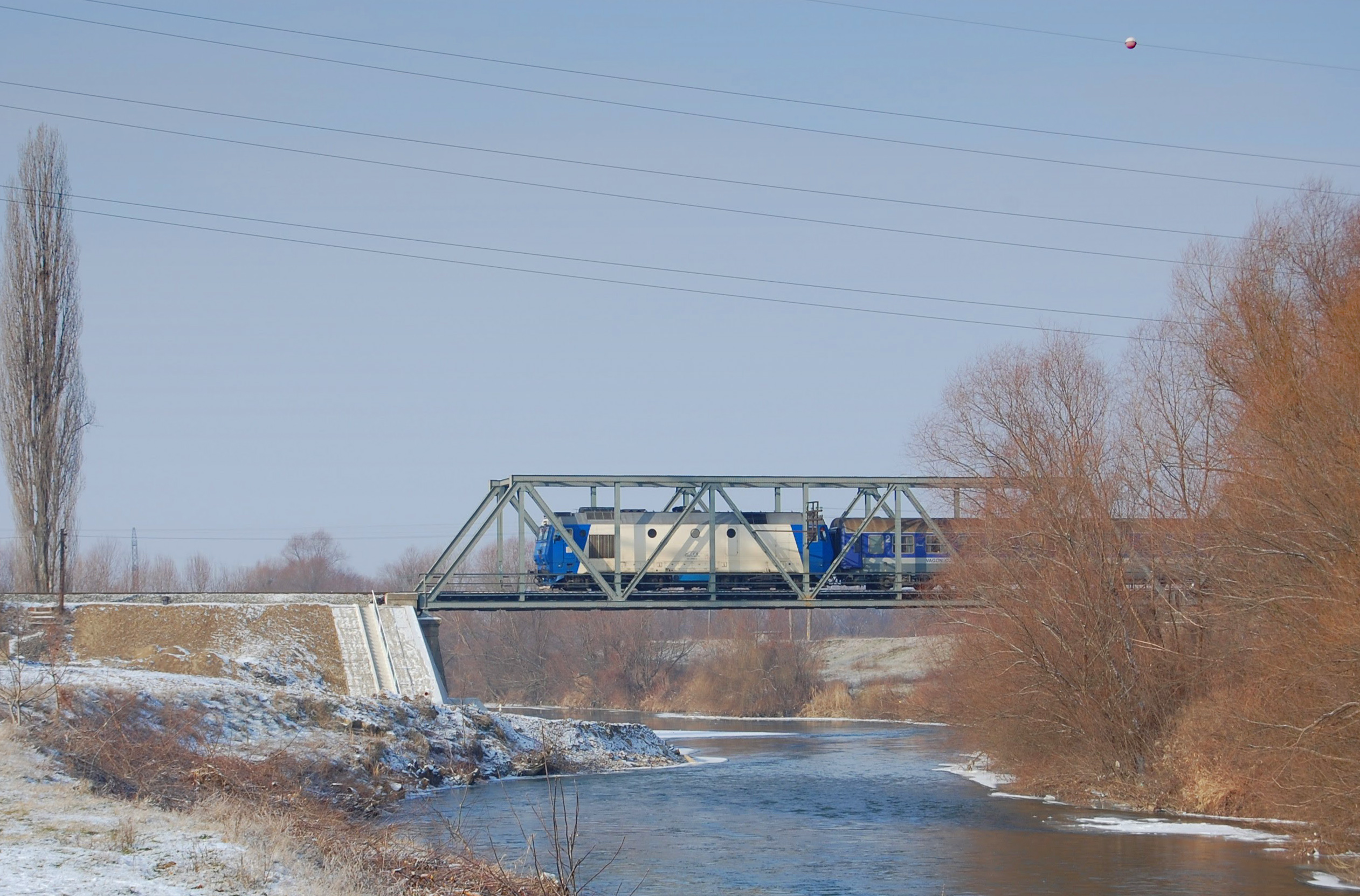
Podul feroviar din Lugoj peste râul Timiș, parte a magistralei Lugoj-Ilia (2009)

Șoseaua de centură a orașului Lugoj este prima verigă a Coridorului IV pan-european din România.
Lucrarea reprezintă un nod important care asigură conexiunea în rețeaua trans-europeană de transport TEN-T cu tronsonul Deva-Lugoj-Nădlac.
Tronsonul centurii Lugoj a fost atribuit prin licitație de către Ministerul Transporturilor în 3 martie 2008 unui consorțiu format din companiile MonteAdriano Engenharia e Construcao și Sociedade de Construcoes Soares da Costa.
Centura Logoj are o lungime de 9,6 km, 300.000 mc de terasamente, 25.000 mc de beton turnat, 60.000 tone de asfalt turnat, pentru construcție fiind utilizate 78 mașini și utilaje.
În cei doi ani de execuție a lucrărilor la Centura Lugoj au fost implicați peste 210 muncitori și ingineri, dintre care, în mod direct pe șantier, 90 respectiv 15 muncitori, maiștri și ingineri portughezi și 75 muncitori, maiștri și ingineri români.

## Politică și administrație

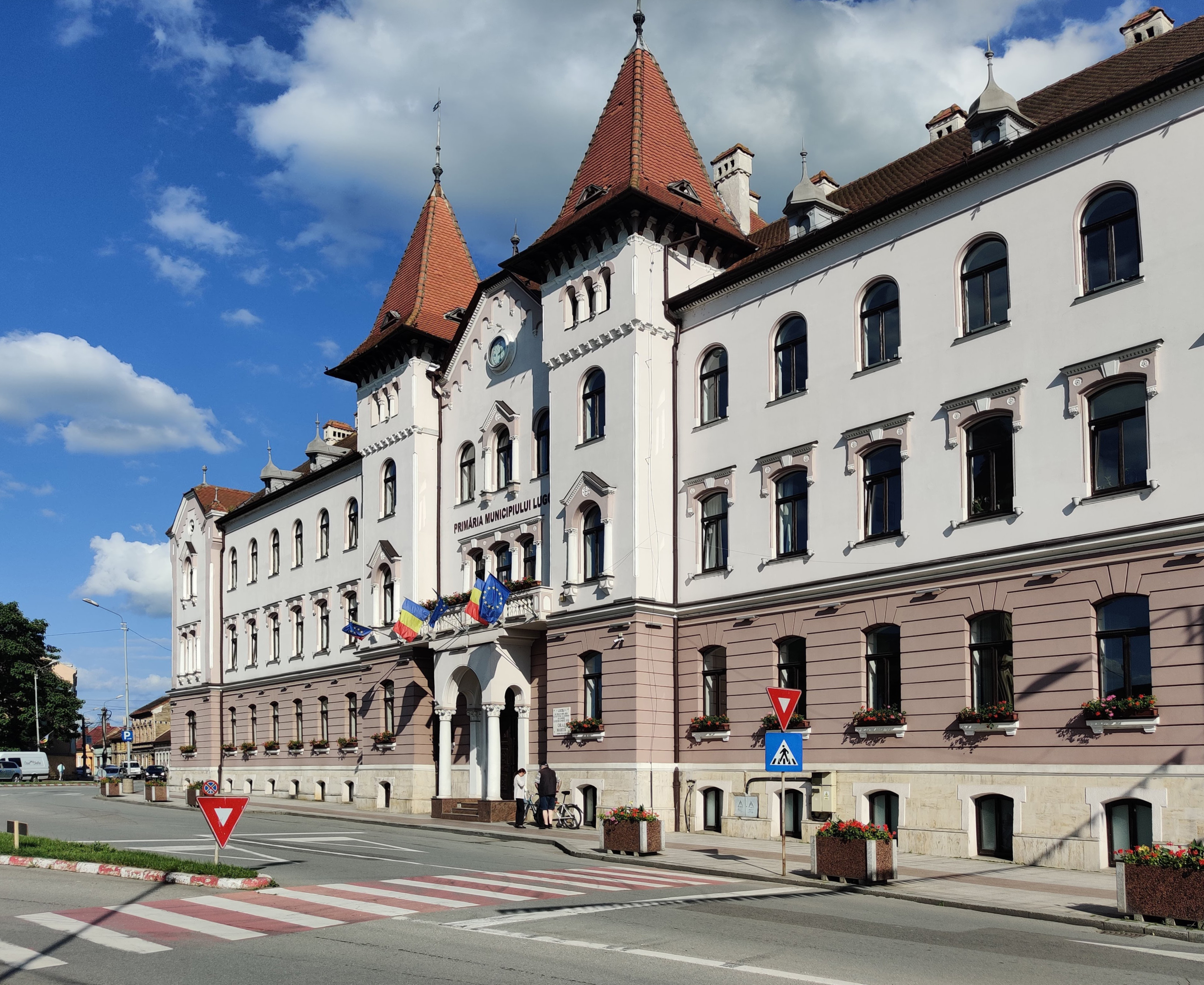
Primăria Municipiului Lugoj (iunie 2023)

Municipiul Lugoj este administrat de un primar și un consiliu local compus din 19 consilieri. Primarul, Călin-Ionel Dobra[*], de la Partidul Social Democrat, este în funcție din 1 noiembrie 2024. Începând cu alegerile locale din 2024, consiliul local are următoarea componență pe partide politice:
|  | Partid                          | Consilieri | Componența Consiliului | Componența Consiliului | Componența Consiliului | Componența Consiliului | Componența Consiliului | Componența Consiliului | Componența Consiliului |
|  | ------------------------------- | ---------- | ---------------------- | ---------------------- | ---------------------- | ---------------------- | ---------------------- | ---------------------- | ---------------------- |
|  | Partidul Social Democrat        | 7          |                        |                        |                        |                        |                        |                        |                        |
|  | Partidul Național Liberal       | 5          |                        |                        |                        |                        |                        |                        |                        |
|  | Alianța Dreapta Unită           | 4          |                        |                        |                        |                        |                        |                        |                        |
|  | Alianța pentru Unirea Românilor | 2          |                        |                        |                        |                        |                        |                        |                        |
|  | Lungu Daniela                   | 1          |                        |                        |                        |                        |                        |                        |                        |

Municipiul Lugoj este administrat de un primar și un consiliu local compus din 19 consilieri. Primarul, Călin-Ionel Dobra[*], de la Partidul Social Democrat, este în funcție din 1 noiembrie 2024. Începând cu alegerile locale din 2020, consiliul local are următoarea componență pe partide politice:
|  | Partid                     | Consilieri | Componența Consiliului | Componența Consiliului | Componența Consiliului | Componența Consiliului | Componența Consiliului | Componența Consiliului | Componența Consiliului | Componența Consiliului | Componența Consiliului | Componența Consiliului | Componența Consiliului |
|  | -------------------------- | ---------- | ---------------------- | ---------------------- | ---------------------- | ---------------------- | ---------------------- | ---------------------- | ---------------------- | ---------------------- | ---------------------- | ---------------------- | ---------------------- |
|  | Partidul Național Liberal  | 11         |                        |                        |                        |                        |                        |                        |                        |                        |                        |                        |                        |
|  | Partidul Social Democrat   | 4          |                        |                        |                        |                        |                        |                        |                        |                        |                        |                        |                        |
|  | Uniunea Salvați România    | 3          |                        |                        |                        |                        |                        |                        |                        |                        |                        |                        |                        |
|  | Partidul Mișcarea Populară | 1          |                        |                        |                        |                        |                        |                        |                        |                        |                        |                        |                        |

În legislatura 2004-2008 primarul Lugojului a fost Marius Martinescu, ales din partea Partidului Democrat. Viceprimar a fost Iosif Pozsár, UDMR. Consiliul Local a fost compus din 19 membri, împărțiți astfel: 4 - PD, 4 - PNL (total 8 - Alianța D.A.), 7 - PSD, 3 - UDMR și 2 - PRM.
În legislatura 2008-2012 primarul Lugojului a fost Francisc Constantin Boldea, ales din partea Partidului Social-Democrat. Viceprimar a fost Ioan Ambruș, PNL. În ceea ce privește Consiliul Local, acesta a fost compus din 19 membri, împărțiți astfel: 7 - PD-L, 6 - PSD, 3 - PNL, 2 - PRM, 1 - UDMR.
În legislatura 2012-2016 primarul Lugojului a fost Francisc Constantin Boldea (PSD), ales din partea USL (Uniunii Social Liberale). Viceprimar a fost Alin Tech (PNL). Consiliul local este compus din 19 membri: PNL - 9, PSD - 7, PP-DD - 2, PC - 1.
În legislatura 2016-2020 primarul Lugojului a fost Francisc Constantin Boldea (PSD). Viceprimar a fost Alin Tech (PNL). Consiliul local este compus din 19 membri: PSD - 10, PNL - 3, PMP - 2, ALDE - 1 și 3 Independenți.

## Cultură

### Arhitectură
Municipiul Lugoj se poate mândri cu un patrimoniu arhitectural important. Stilurile arhitecturale reprezentate în oraș sunt baroc, neoclasic, neogotic, neobizantin și maur în arhitectura religioasă iar în arhitectura laică și rezidențială eclecticul, secesionul vienez, art nouveau, art deco, brutalist și funcțional.
Concentrări mai mari de clădiri cu valoare arhitecturală sporită se găsesc în zonele cu o istorie de cel puțin un secol – un secol și jumătate : Piețele I.C. Drăgan și Victoriei împreună cu străzile imediat adiacente lor, pietonala din Lugoj reprezentată de strada Alexandru Mocioni, cele patru splaiuri din vecinătatea Podului de Fier : Splaiul Corneliu Coposu, Splaiul Coriolan Brediceanu, Splaiul Plopilor, Splaiul George Coșbuc, apoi strada Bucegi fiind cea mai veche stradă a Lugojului German, străzile Cuza Vodă și Episcop dr. Ioan Bălan continuările acesteia și câteva străzi imediat adiacente lor.
O mențiune specială trebuie făcută despre Ármin Villányi care a fost arhitectul orașului între 1899 și 1918, de al cărui nume se leagă mai multe clădiri emblematice ale orașului, precum Palatul Poporul (1904), Palatul de raport al comunității reformate (1906), Spitalul Municipal (1909-1910) și altele.

#### Arhitectura religioasă
Cele mai vechi lăcașuri de cult din oraș sunt Biserica romano-catolică construită între anii 1733 și 1735 de către coloniștii germani la inițiativa Conventului minoriților și Biserica ortodoxă „Adormirea Maicii Domnului” construită după planurile inginerului Johannes Breutter între anii 1759 și 1766 din inițiativa și pe cheltuiala obercneazului Gavril Gurean, ambele în stil baroc. De remarcat este mozaicul de pe fațada acesteia din urmă, realizat cu sticlă de Murano înlocuind mozaicul vechi realizat la comanda lui Iosif Constantin Drăgan, deoarece acesta din urmă s-a deteriorat cu trecerea timpului. Imaginea de 30 de metri pătrați reprezintă Adormirea Maicii Domnului. Tot în secolul al XVIII-lea este construită și Capela „Sfântul Ștefan” (1780, reconstruită între 1879 și 1882) de pe actuala stradă Alexandru Mocioni, colț cu strada Cernei și aceasta în stil baroc.
Se mai păstrează în oraș Turnul fostei Biserici „Sfântul Nicolae” alipit Liceului Teoretic „Iulia Hasdeu” și construit în anul 1726 în stil baroc, cu prilejul restaurării bisericii. Despre începuturile Bisericii Sfântul Nicolae istoricul Horațiu Suciu afirmă că a fost construită în aceeași epocă cu vechile vetre mănăstirești din Banat: Vodița, Șemlac, Săraca, Partoș, Vărădia, mai precis în secolele XIII-XIV. O altă teorie este că ea a fost ridicată la începutul secolului al XV-lea, în 1402, de Cătălina (sau Ecaterina), soția banului de Severin. Cert este că biserica a fost grav afectată în urma incendiului din iulie 1842, iar din lipsa de fonduri nu s-a mai putut restaura în mod corespunzător. Impasul a condus la demolarea sa în 1879, păstrându-se doar turnul clopotniței.
Cele trei de mai sus sunt urmate cronologic de Catedrala greco-catolică „Coborârea Sfântului Spirit” (1843-1854) construită în stil neoclasic, prin îmbinare de elemente baroce și romantice, după planurile arhitectului L. Oettinger. Pictura inițială de factură bizantină a fost realizată în anul 1868 de pictorul Moritz Breyer. Între anii 1929 și 1934 pictura a fost restaurată și extinsă de pictorul academic Virgil Simonescu, executată în tehnica tempera de cazeină, care potrivit istoricului afișat la intrarea bisericii este de o valoare remarcabilă.
Sinagoga de pe strada Cuza Vodă a fost construită în anul 1843, după ce precedenta, datând de la sfârșitul secolului al XVIII-lea, a fost distrusă în urma incendiului care a mistuit și Biserica „Sfântul Nicolae”. Fațada actuală cu elemente din stilul maur nu și-o dobândește decât în 1867, după ce o lege din anul 1860 permite în sfârșit comunităților evreiești să cumpere imobile și doar în acest an sinagoga a devenit proprietatea oficială a comunității.
Secolul al XX-lea aduce câteva construcții religioase noi. Amintim aici Biserica reformată cu fațada orientată spre Splaiul Coriolan Brediceanu, construită în stil neogotic, începută în 1906 și terminată în 1907, după planurile arhitectului orașului Ármin Villányi. Afirmația despre arhitectul edificiului este confirmată în lucrarea Egregora de la Lugoj în care autorii redau informații din planurile originale ce li s-au pus la dispoziție de către parohie. Astfel, sursele mai jos citate care menționează un anume Sándor Pongrácz ca arhitect al edificiului pot fi presupuse eronate. În perioada post-decembristă se construiesc pe Splaiul Plopilor în anul 1992 Biserica Baptistă „Harul” după planurile arhitectului Gheorghe Seculici, iar în 1993 Biserica Ortodoxă Ucraineană „Sf. Întocmai cu Apostolii, marele cneaz Vladimir și Sf. Ierarh Petru Movilă” executată după planurile concepute de inginerul proiectant Marin Viorel și profesorul Gheorghe Semeniuc. Tot la sfârșitul secolului al XX-lea, mai precis în anul 1993, se încep lucrările la Biserica „Învierea Domnului și Sfinții Arhangheli Mihail și Gavriil” de pe strada Episcop dr. Ioan Bălan. Lucrările se termină definitiv în anul 2008. Biserica este construită în formă de cruce greacă, având o cupolă centrală și patru turnuri-clopotnițe așezate simetric în jurul cupolei, după planurile arhitectului lugojean Adrian Borcănescu în stil neobizantin. Pereții interiori ai bisericii au fost decorați cu mozaicuri de ceramică de prof. dr. Nicolae Sava.

#### Arhitectura laică și rezidențială

##### Clădiri cu scop administrativ
Piața Victoriei găzduiește clădirea Primăriei Municipiului Lugoj, construită între 1903 și 1905, în stil neoclasic cu destinația de a fi Palatul Administrației Financiare a Comitatului Caraș-Severin. La nici un minut de mers pe jos se află Vechea Prefectură pe latura de nord-est a Pieței I.C. Drăgan construită între anii 1843 și 1859. Clădirea a funcționat ca sediu administrativ al Comitatelor Severin (1860-1880) și Caraș-Severin (1881-1926), precum și ca Prefectură a Județului Severin (1927-1948). Fațada este impunătoare, sobră, afișând elemente de arhitectură neoclasică. Ferestrele de la etajele I și II din părțile laterale sunt separate de coloane ionice inserate în zidurile clădirii. În centru, în registrul de sus al clădirii, se pot vedea patru ferestre mari de nuanță gotică, cu mici ornamente semicirculare. Clădirea Vechii Prefecturi a fost vândută în anul 2007. Ulterior a fost renovată, fiind inaugurată în octombrie 2021 și este cunoscută sub denumirea de Palatul Lugoj, o clădire publică cu spații de închiriat pentru diverse activități comerciale, iar la mansardă există 13 apartamente de închiriat în regim hotelier.
Pe latura de nord-vest a Pieței I.C. Drăgan se află actualul sediu al Poliției Municipale. Clădirea a fost construită cu destinația de primărie a orașului Lugoj între anii 1830 și 1831 de către inginerul Othinger din Lipova. Pe frontonul de factură clasică pe care odinioară sta scris în trei limbi Városháza / Casa orașului / Stadthaus astăzi scrie Poliția.
Clădirea tribunalului de pe strada 20 Decembrie 1989 se construiește între 1901 și 1903, cu destinația de Palat al Justiției, într-un stil eclectic, după planurile arhitectului Wagner Gyula (1851-1937), specializat în construcția de palate ale justiției și de închisori. Arhitectura clădirii se afirmă prin decorațiuni vegetale și zoomorfe : capete de leu ce confirmă statutul de tribunal regal, bufnița, etc., capiteluri dorice și ionice prezente la intrarea principală.

##### Bănci
De o valoare arhitecturală importantă sunt și cele câteva clădiri care fie au fost construite cu destinația de bănci și între timp și-au găsit o altă întrebuințare, fie funcționează în calitate de bănci de când au fost construite și până în prezent. Printre ele se numără vechea clădire a Băncii Austro-Ungare (în maghiară : Osztrák-Magyar Bank), astăzi ocupată de filiala lugojeană a Băncii Comerciale Române. Clădirea este situată pe colțul dintre strada Cuza Vodă și strada Oltului și a fost construită în anul 1912 în stil art nouveau, mai precis în varianta secession vienez. 
Clădirea de pe strada Nicolae Bălcescu care începând cu anul 1968 găzduiește Muzeul de Istorie, Etnografie și Artă Plastică Lugoj a fost și ea inițial construită cu destinația de bancă, mai precis sediul Băncii Populare Lugojene (în maghiară : Lugosi Népbank), în anul 1883 (ori între 1899 și 1901 potrivit altor surse). Fațada este de factură barocă.

##### Hoteluri
Hotelul Dacia și Hotelul Timiș sunt două hoteluri istorice dar care au și valoare arhitecturală demnă de menționat într-o secțiune care își propune repertorierea arhitecturii Lugojului.
Hotelul Dacia, așa cum o indică și inscripția de pe fațada orientată spre strada Cuza Vodă, a fost construit în anul 1835 cu destinația de han, purtând inițial numele Hanul Drei Rosen. Numele actual îl poartă începând cu anul 1919. Fațada sobră și maiestuoasă a clădirii este împărțită de zece coloane hexagonale, în vârful cărora se aflau, pe vremuri, cariatide care reprezentau anotimpurile. Cariatidele au dispărut, se pare, în urma incendiului din anul 1931, care a cuprins localurile Băncii Cărășana și a distrus sala mare de bal care se afla la etaj care, prin urmare, a fost desființată definitiv în perioada 1970-1972, când s-a introdus un planșeu care a devenit etaj, cu camerele aferente.
Hotelul Timișul a fost inițial construit ca reședință a familiei Muschong, care dețineau în oraș o fabrică de cărămidă. Până în 1978, anul în care devine hotel, clădirea a fost cunoscută ca Palatul Muschong. Se construiește între 1926 și 1927 după planurile arhitectului lugojean Aladár Ferencsik în stil neoclasic. Clădirea are două aripi și prezintă două intrări laterale și una principală, pe colț. Șase coloane cu capitel corintic decorează intrarea de după colț, încadrând balconul și cele trei geamuri terminate în semicerc. Acoperișul este întrerupt de opt lucarne, ce ies puternic în relief, cu geamurile mansardei. Pe colț, clădirea are o cupolă terminată cu un turnuleț. Șase atlanți susțin frontonul acestei cupole hexagonale. Fațada prezintă un joc de linii verticale și orizontale, ce încadrează geamurile în stil neoclasic, așezate simetric pe cele două aripi ale clădirii. Basorelieful frontoanelor înfățișează două personaje antice grecești, Mercur și Dionis, ce revarsă din cele două cornuri ale abundenței fructe și struguri. Sub basorelief e înscris anul construcției, 1927. Culorile originale ale fațadei erau ocru, bej și galben, care contrastau splendid cu roșul intens al acoperișului.

##### Palate și case de raport
În oraș s-au păstrat din fericire mai multe exemple de case de raport și palate construite cu precădere la sfârșitul secolului al XIX-lea și începutul secolului al XX-lea. În Lugojul Român, mergând dinspre primărie către Timiș, regăsim mai multe palate ale căror fațade principale sau secundare sunt orientate spre Piața I.C. Drăgan : Palatul Poporul (1904, secesion) construit de arhitectul orașului la acea vreme, Ármin Villányi, Palatul Klein (1895) colț cu strada Someșului, Palatul Bejan (1901-1902, secesion cu elemente de gotic) având o fațadă secundară în Piața I. C. Drăgan și cea principală pe strada Unirii, construit la cererea notarului regal Mihail Bejan după planurile arhitectului Karl Hart și Palatul Haberehrn (1897, stil eclectic). 
Trecând podul în Lugojul German ajungem de îndată în fața Palatului Vértes (1896). Aici funcționa la parter farmacia cu același nume. Vizavi, de cealaltă parte a străzii Mocioni, se află clădirea în care din 1979 funcționează Galeria Pro Arte, însă care a fost inițial o casă de raport, cunoscută sub numele de Casa Peța. Clădirea a fost construită în 1871, este alipită Muzeului de Istorie, Etnografie și Artă Plastică și are fațada principală orientată spre strada Bălcescu iar cea secundară, mai scurtă,  prevăzută cu intrare carosabilă, pe Str. A. Mocioni. Este primul imobil de raport cu etaj care se construiește în oraș. Arhitectura simplă a fațadelor, de factură neoclasică, sugerează echilibru prin ancadramentele de la etaj care sunt surmontate de frontoane întrerupte având drept elemente decorative două volute puse față în față și surmontate de câte o jumătate de scoică. Colțul teșit al clădirii este prevăzut cu un balcon pe console masive, iar extremitățile sunt marcate la etaj prin ancadramente încoronate cu frontoane semicirculare. Deasupra ușii balconului se afla inițial o acvilă cu aripile deschise, simbol al comerțului, care în 1906 a fost înlocuită cu un cartuș cu inițialele KT. Aceste litere provin de la numele Băncii Cărășana (în maghiară Krassói Takarékpénztár), cea care achiziționase imobilul.
Urmând mai departe direcția desenată de Podul de fier spre corso, ajungem la Palatul de raport al bisericii reformate ridicat în 1906 în stil secesion tot după planurile lui Ármin Villányi, având o fațadă spre strada Bucegi și o alta spre strada Mocioni. De menționat mai este Palatul Horger (1897, secesion) situat la colțul dintre strada Mihai Eminescu și strada Magnoliei, imediat lângă teatru.

### Arte performative
Istoria mișcării teatrale, din Lugoj, a început în urmă cu aproape șapte pătrare de veac, izvorând din setea de libertate, de afirmare a conștiinței naționale, din uriașa energie a iubitorilor Thaliei, care au năzuit dintotdeauna spre bine și frumos, spre un loc al lor, unde să-și împlinească idealurile.
Actul de naștere este semnat într-un document intitulat "Ephemerides five Diarum Ven Conventus Lugossiensis" datat 10 mai 1841, unde apare o însemnare despre un spectacol de teatru școlar, la care și-au dat concursul și elevi români de la gimnaziul local.
În lunile ianuarie și februarie 1847, "Societatea Românească Cantatoare Theatrale", de sub conducerea lui Iosif Farcaș, formată din câțiva actori profesioniști, prezintă pe scena Teatrului din Lugoj primele spectacole în limba română. După cum scriu ziarele vremii, "reprezentațiile date în limba română au fost foarte mult vizitate".
În ianuarie 1846 meseriașii lugojeni, în frunte cu săpunarul Vasile Brediceanu, joacă o satiră semnificativ intitulată "Ciutura gâmfată sau Opincarita făloasă", o localizare de Iuliu Neagoe. Această formație de teatru a venit, în anul 1851, în sprijinul văduvelor și orfanilor Revoluției de la 1848, fondurile realizate vărsându-se la Brașov, după cum insera "Gazeta Transilvaniei".
Începând cu deceniul al optulea al secolului al XIX-lea, la Lugoj își desfășoară activitatea, cu intermitențe, din cauza unor lungi turnee, în Transilvania, trupa lui G.A. Petculescu, reprezentațiile bucurându-se de mult succes.
Primul deceniu al secolului nostru a însemnat pentru teatrul românesc, din Lugoj, o etapă de înviorare a activității organizată în cadrul "Filialei Societății pentru Fond de Teatru Român".
În perioada interbelică, la Lugoj, au activat mai multe societăți teatrale de amatori: "Asociațiunea Româna de Teatru Thalia", "Cercul Academic Bănățean", "Societatea Dramatică-Muzicală", care au desfășurat o activitate rodnică de promovare a repertoriului clasic românesc. Demn de menționat este faptul că "Asociațiunea Română de Teatru Thalia" s-a îngrijit și de editarea unor colecții de piese într-un act, tipărind și difuzând, în decurs de zece ani, aproape 300 de lucrări.
Expresie a mutațiilor de calitate intervenite în fenomenul teatral lugojean, a fost creat în 1963, teatrul popular, cu stagiune permanentă, primul de acest gen în Banat. Activitatea se amplifica, fiind introduse, an de an, în repertoriu, lucrări valoroase din dramaturgia românească și universală. Străbătute de dramatism, individualizate prin talentul interpretărilor, spectacolele: "Montserrat" de E. Rables, "Să nu-ți faci prăvălie cu scara" de E. Barbu, "Focurile" de Magda Isanos și E. Camilar, "Broadway Melody 492" de Jura Soyfer, au cucerit realmente publicul prin sinceritatea și autenticitatea jocului, prin viziunea modernă a regiei și scenografiei.
Printre instituțiile culturale din oraș se numără Muzeul de Istorie, Etnografie și Artă, Teatrul municipal „Traian Grozăvescu”,  Casa de Cultură a Sindicatelor, Biblioteca Municipală, Galeria Pro Arte, și câte un cămin cultural în fiecare din cele două sate arondate Lugojului, Măguri și Tapia. În oraș funcționează și un cinema, care actualmente poartă numele lui Béla Lugosi.

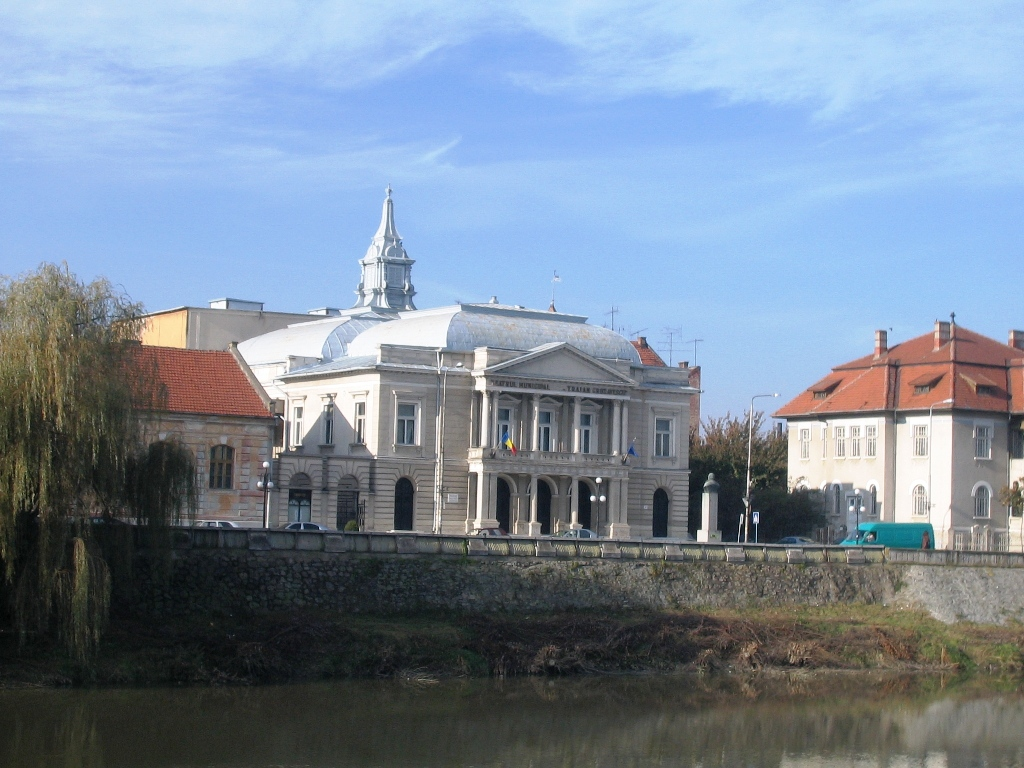
Teatrul „Traian Grozăvescu”

Continuând importantele tradiții culturale și de spiritualitate românească, Casa de Cultură a municipiului Lugoj organizează următoarele manifestări artistice : 
- Festivalul Internațional Coral Ion Vidu;
- Festivalul Internațional de Teatru Neprofesionist;
- Festivalul Internațional de Folclor Ana Lugojana;
- Concursul Internațional de Canto Traian Grozăvescu;

În fiecare an la 20 decembrie se sărbătorește Ziua Lugojului, amintind că orașul a fost în decembrie 1989 al doilea oraș liber din România. La 15 august are loc Ruga Lugojană, sărbătoare anuală dedicată celebrării Hramului Bisericii Ortodoxe Adormirea Maicii Domnului.
Filmul Patima, regizat de George Cornea, a fost filmat integral la Lugoj în anul 1975.
Prestigiosul cor bisericesc Ion Vidu și formația rock Anarhia activează la Lugoj.

### Obiective turistice
- Piața I.C. Drăgan; ansamblul arhitectural central
- Hanul Poștei, clădirea datează în forma actuală din anul 1726 și adăpostește în prezent sediul protopopiatului ortodox român;
- Biserica și fosta mănăstire franciscană, edificate în 1733;
- Biserica Adormirea Maicii Domnului; construită între 1759-1766 în stil baroc, ctitorie a oberkneazului Gavril Gurean;
- Catedrala greco-catolică „Coborârea Sf. Spirit” a Episcopiei de Lugoj, edificată în stil neoclasicist între 1843-1854;
- Turnul fostei biserici „Sf. Nicolae”
- Mozaicul Sfântul Vasile cel Mare de pe fațada fostei școli de fete, operă a pictorului academic Virgil Simonescu;
- Teatrul vechi, construit la 1902;
- Podul de Fier din Lugoj
- Statuile lui Coriolan Brediceanu, Traian Grozăvescu, Ion Vidu, și Ion Dragalina;
- Casa scriitorului Ion Popovici Bănățeanul;
- Casa poetului Victor Vlad Delamarina;
- Casa tenorului Traian Grozăvescu;
- Casa compozitorului Ion Vidu;
- Casa familiei Atanasievici - Bejan
- Monumentele funerare ale lui Coriolan Brediceanu, Valeriu Braniște, Victor Vlad Delamarina și Traian Grozăvescu.
- Monumentul Eroilor Români din Primul Război Mondial.

## Mass-Media
În ceea ce privește presa scrisă, la Lugoj apar două săptămânale locale, Actualitatea și Redeșteptarea care au și prezență online. De asemenea, mai activează și postul local de televiziune TEN TV Lugoj, iar din octombrie 2020 și televiziunea online LugojTV. 
Presa scrisă religioasă : 
- Învierea Domnului - foaie informativă lunară a Parohiei Ortodoxe Române "Învierea Domnului"
- Buletin parohial - Foaie informativa lunara a Parohiei Ortodoxe Romane "Adormirea Maicii Domnului"[64]

Publicațiile cu prezență exclusiv on-line sunt :
- Lugoj Expres
- Lugoj Info
- Lugojeanul,

la care se adaugă și o publicație în limba maghiară, Lugosi Hírmondó.
Printre posturile naționale radio care se pot recepționa în oraș se numără Radio Guerilla, EuropaFM, Radio KissFM, Radio ZU, Virgin Radio, NaționalFM, ProFM, Digi FM, MagicFM, RockFM.

## Educație

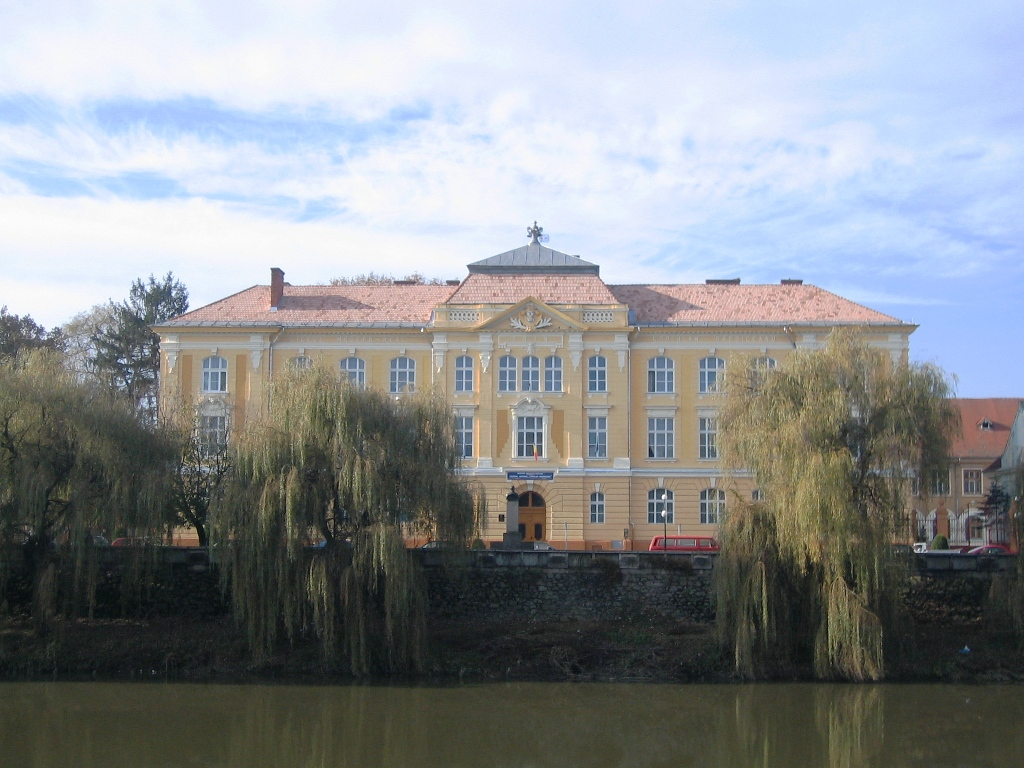
Colegiul „Coriolan Brediceanu”

Primele școli din Lugoj sunt semnalate în secolele XVI-XVII. În secolul XIX se consemnează deja o bogată activitate didactică, în cadrul gimnaziului și liceului, unde predarea se făcea în limba română. (La Lugoj în 1770 s-a construit prima școală românească din vestul țării).
În prezent la Lugoj funcționează 17 grădinițe, 10 școli primare (clasele I-VIII) și 4 licee: Colegiul Național „Coriolan Brediceanu” (fostul liceu romano-catolic), Liceul Teoretic „Iulia Hasdeu”, Colegiul Tehnic „Valeriu Braniște” și Liceul Tehnologic „Aurel Vlaicu”, precum și Școala de Arte Frumoase „Filaret Barbu”. De la 1 septembrie 2012 Grupul Școlar „Ștefan Odobleja” și-a pierdut personalitatea juridică, fiind comasat cu Colegiul Tehnic „Valeriu Braniște”. Dintre liceele lugojene, două au dobândit titlul de "Școală europeană", Colegiul Național „Coriolan Brediceanu” în anul 2011 și Colegiul Tehnic „Valeriu Braniște” în 2012. În Lugoj există un Club al Copiilor și o Școală de Arte.
În ceea ce privește învățământul superior, la Lugoj funcționează din anul 1992 Universitatea Europeană "Drăgan" din Lugoj, instituție de învățământ superior, persoană juridică de drept privat și de utilitate publică, parte a sistemului național de învățământ din România, cu profilele economic și juridic, care conferă localității statutul de oraș universitar.

## Sport
Activitățile sportivilor din Lugoj au ieșit în evidență mai ales prin gimnastică, lupte, volei și motocros, domenii care au oferit rezultate bune la nivel național și chiar internațional. La gimnastică s-a remarcat Lavinia Miloșovici, multiplă campioană europeană, mondială și olimpică. De asemenea, Alina Goreac și Kurt Szlier au fost medaliați cu argint la Campionatele Europene. La luptele libere s-au remarcat Iosif Horváth, primul medaliat olimpic al României la acest sport, precum și Francisc Borlovan, Francisc Horváth, Simion Popescu și Robert Papp. 
Nu putem uita nici rezultatele obținute la nivel național de echipa de volei-junioare a CSȘ Lugoj, aurul în 1990, sub îndrumarea profesorului Dorin Jitaru și revenirea echipei de senioare în Divizia A, începând cu sezonul 2006-2007, de această dată sub îndrumarea lui Dan Mihai Jitaru, fiul lui Dorin Jitaru. Deși lipsit de plaja specifică, Lugojul înregistrează succese remarcabile și la voleiul de plajă. Începând cu anul 2004, voleibalistele lugojene aduc aur și argint la competiții naționale de volei de plajă, atât la junioare cât și la senioare, aurul balcanic obținut din nou în 2006 la ambele categorii, precum și participarea, ca reprezentante ale României, la Campionatele Europene de volei pe plajă în 2005 Ucraina, 2006-Austria și Slovacia. Voleiul lugojan a reușit în 2006 performanța ca pentru prima dată în istoria jocurilor balcanice de volei pe plajă o echipă din aceeași țară (România), din același oraș (Lugoj), sub îndrumarea aceluiași antrenor (Dan Mihai Jitaru) să obțină aurul atât la junioare cât și la senioare. Pe drept cuvânt orașul de pe Timiș își câștigă titlul de capitală românească și balcanică a beach-volleyului.
Sunt practicate cu succes și alte sporturi cum ar fi handbal, fotbal, culturism, artele marțiale (clubul Wodan Lugoj, sponsorizat de întreprinderea locală SC Mondial) și ciclismul montan. Din 1997, la Lugoj se organizează anual concursul de ciclism montan "Cupa Concordia", organizat de Clubul de turism Concordia din Lugoj. Acest concurs regional participă concurenți din Timișoara, Reșița, Deva, Hunedoara, Caransebeș, Arad și evident din Lugoj și satele din apropiere.
Baze sportive și de agrement
- 3 Săli de sport 
- Stadionul Tineretului Lugoj
- 3 Baze sportive 
- 2 Terenuri de minifotbal
- 3 Ștranduri
- 4 Săli de fitness

## Sănătate
Instituții sanitare
- Spitale - 2 - Lugoj
- Policlinici - 4 - Lugoj
- Cabinete medicale - 9 - Lugoj
- Farmacii - 25 - Lugoj
- Cabinete sanitar-veterinar - 9 - Lugoj
- Farmacii sanitar-veterinare - 6 - Lugoj

## Orașe înfrățite

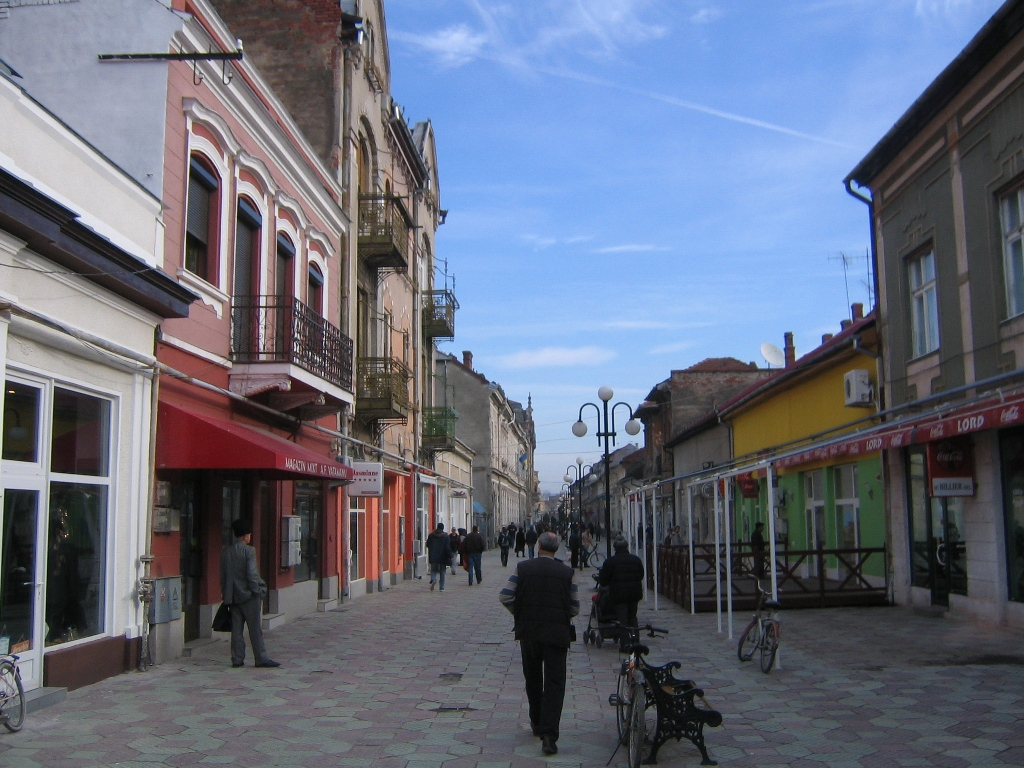
Arteră pietonală în centrul orașului

Municipiul Lugoj este înfrățit cu următoarele localități:
- Orléans, Franța
- Jena, Germania
- Szekszárd, Ungaria
- Corint, Grecia
- Assos-Lechaio, Grecia
- Nisporeni, Republica Moldova
- Vârșeț, Serbia
- Monopoli, Italia
- Kriva Palanka, Macedonia

## Personalități

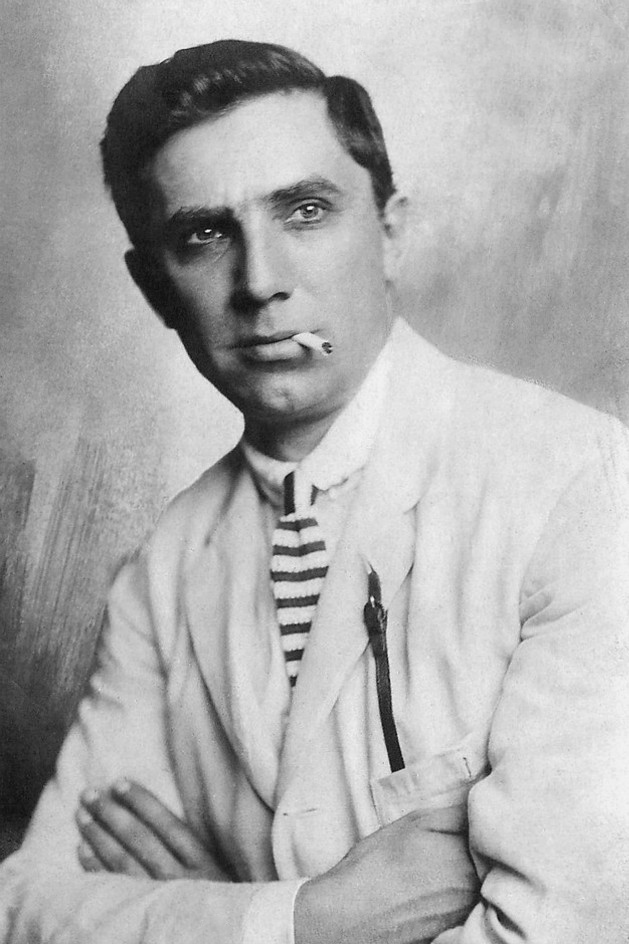
Béla Lugosi

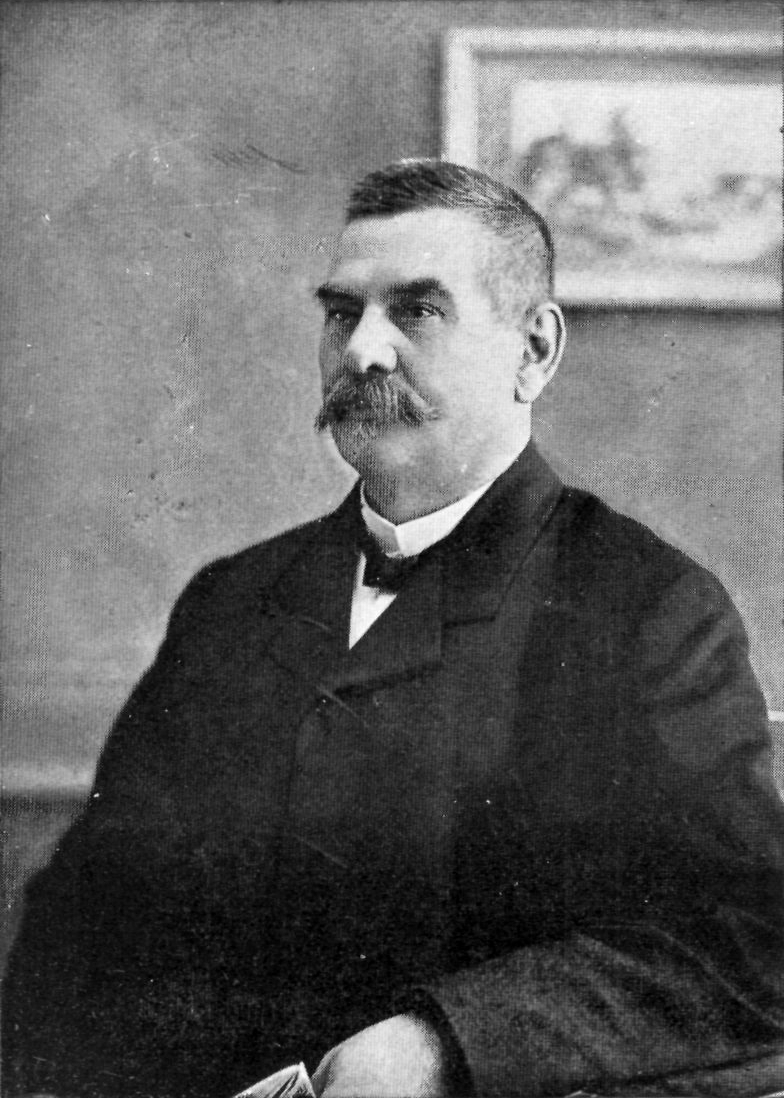
Coriolan Brediceanu

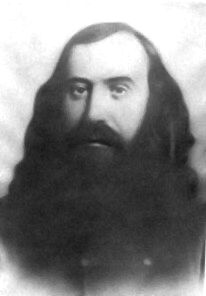
Eftimie Murgu

- Eftimie Murgu (1805-1870), jurist și profesor de filosofie, om politic, deputat în parlamentul revoluționar maghiar din timpul Revoluției de la 1848
- Vasile Maniu (1824-1901), publicist, istoric, scriitor și avocat, deputat, revoluționar pașoptist și membru al Academiei Române.
- August Kanitz (1843-1896) - botanist, membru corespondent al Academiei Române
- Coriolan Brediceanu (1849 - 1909) - avocat, politician;
- George Dobrin (1862-1952), avocat, deputat în Marea Adunare Națională de la Alba Iulia;
- Aurel C. Popovici (1863 - 1917) - jurist și politician
- Ion Vidu (1863 - 1931) - compozitor și dirijor
- Jacob Muschong (1868 - 1923) - industriaș, om de afaceri
- Ion Popovici-Bănățeanu (1869 - 1893) - nuvelist și promotor al limbii literare bănățene
- Valeriu Braniște (1869 - 1928) - publicist și om politic român, membru de onoare al Academiei Române
- Victor Vlad Delamarina (1870 - 1896), poet
- Antal Horger (1872 - 1946), filolog
- Tiberiu Brediceanu (1877-1968) - compozitor, folclorist, membru corespondent al Academiei Române, deputat în Marea Adunare Națională de la Alba Iulia
- Caius Brediceanu (1879 - 1953) - politician și diplomat român
- Béla Lugosi (1882 - 1956) - actor
- Victor Vlad (1889 - 1967), arhitect și inginer constructor, profesor universitar la Universitatea Politehnica Timișoara
- Traian Grozăvescu (1895 - 1927), tenor
- Aurel Ciupe (1900 - 1988), pictor
- Filaret Barbu (1903 - 1984) - compozitor
- Georges Devereux (1908 - 1985) - etnopsihiatru;
- Bujor Surdu (1914 - 1993), istoric, profesor universitar;
- Iosif Constantin Drăgan (1917 - 2008) - profesor univ. dr., om de afaceri
- Lídia Fülöp (1925 - 2017) poetă, scriitoare de etnie maghiară
- György Kurtág (n. 1926) - compozitor maghiar originar din România
- Alexandru Szekeres  (1926 - 1980), demnitar comunist;
- Josef Posipal (1927 - 1997) - fotbalist, campion mondial;
- Aristide Buhoiu (1938 - 2006) - reporter, realizator de televiziune și scriitor;
- Gheorghe Schwartz (n. 1945), prozator, membru al Uniunii Scriitorilor din România;
- Victor Neumann (n. 1953), istoric, filozof al culturii;
- Dorin Iacob (n. 1960), politolog, om de afaceri;
- Grațiela Benga (n. 1972), critic literar, eseist;
- Lavinia Miloșovici (n. 1976), gimnastă, multiplă campioană mondială și olimpică;
- Cristian Dancia (n. 1980), fotbalist.

## Imagini

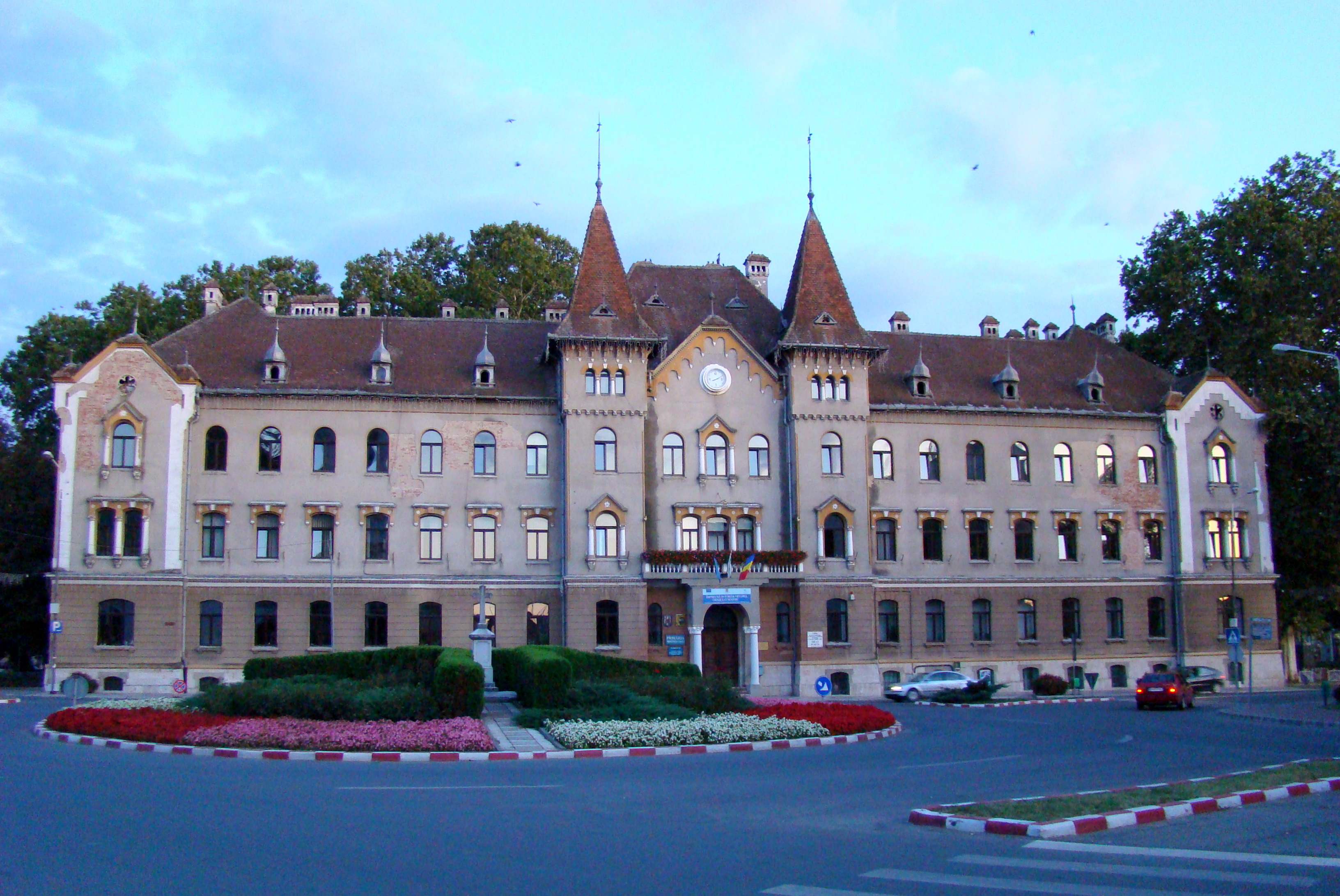
Primăria
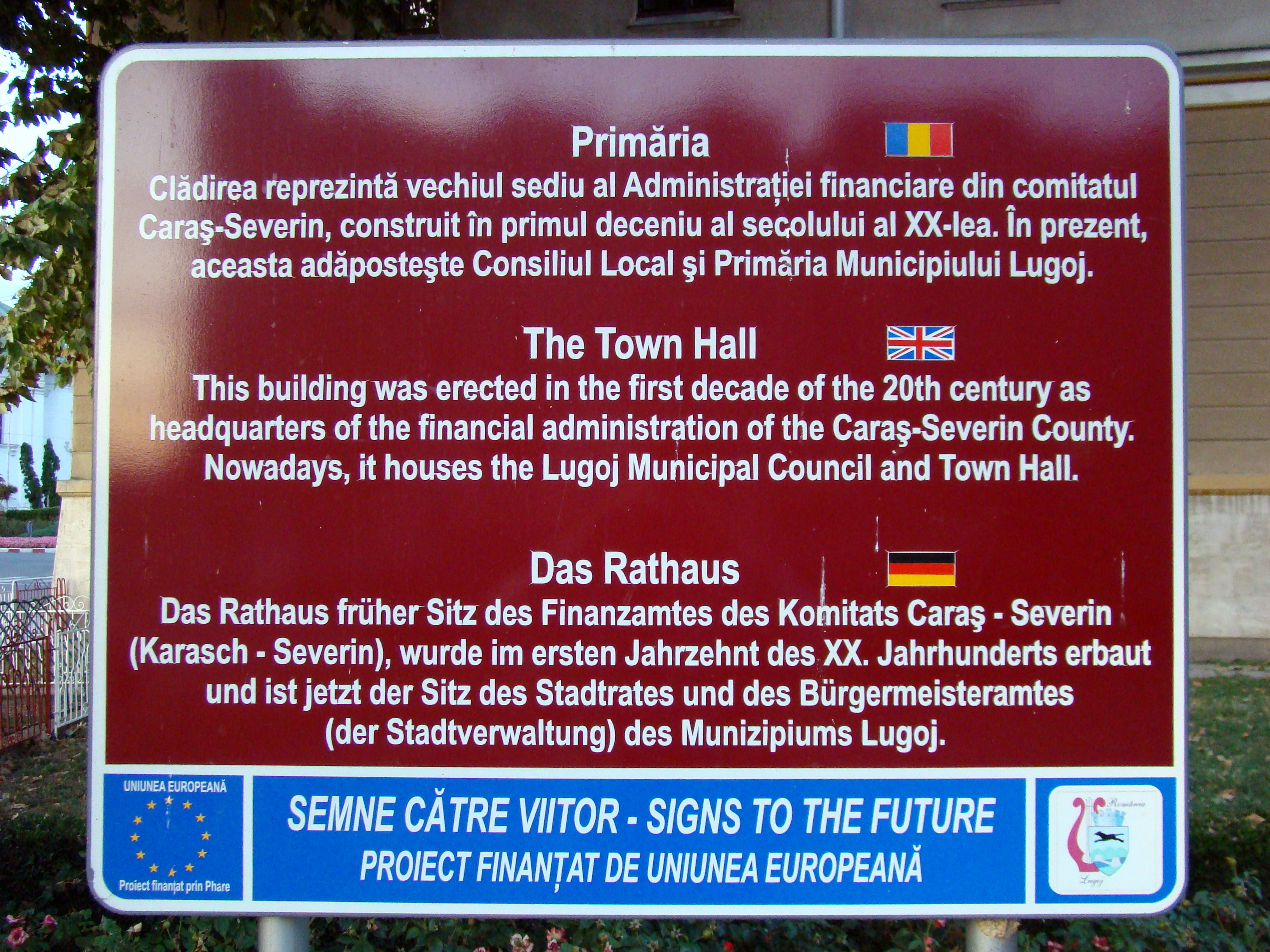
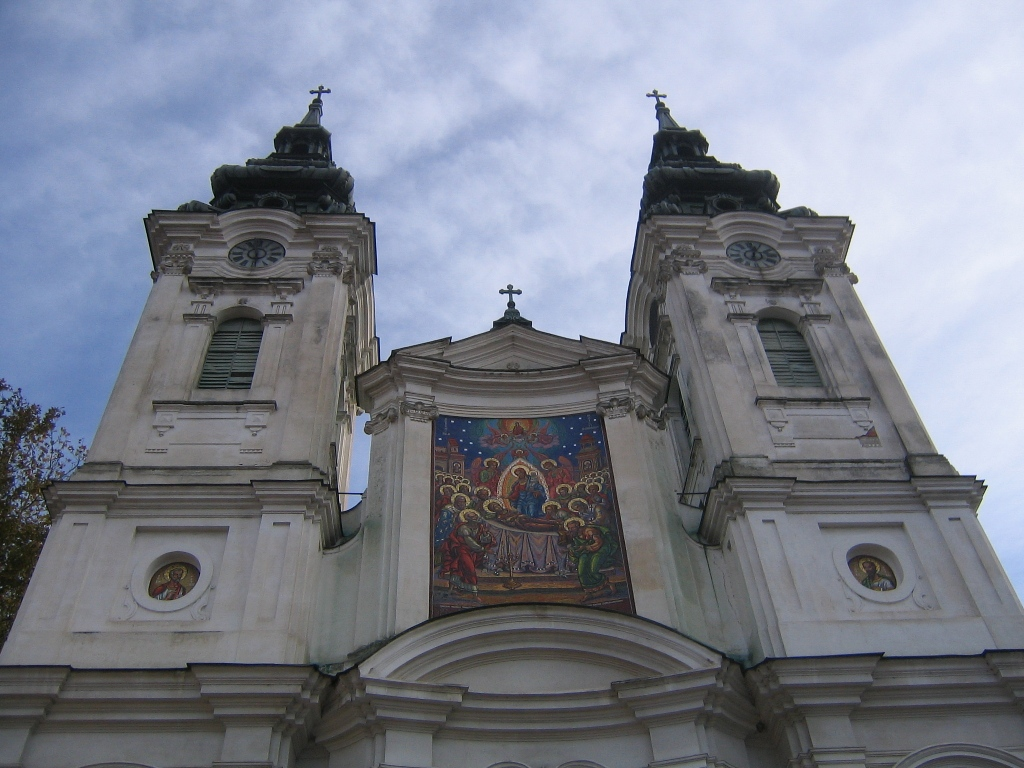
Detaliu al bisericii ortodoxe
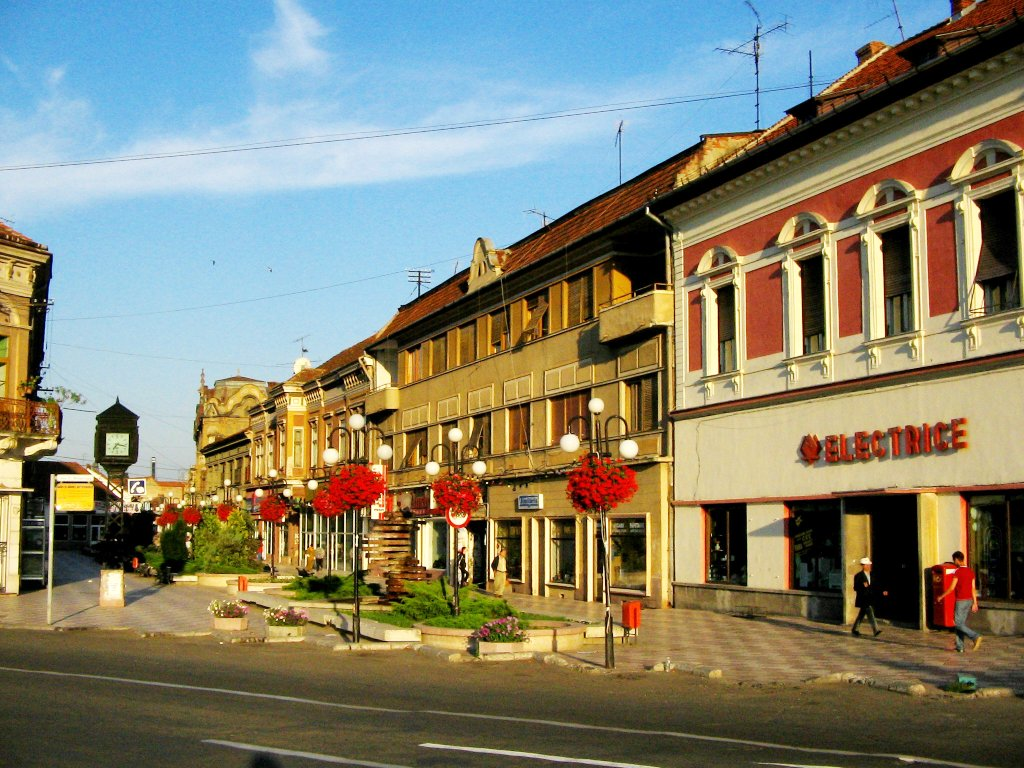
Vedere din centrul orașului
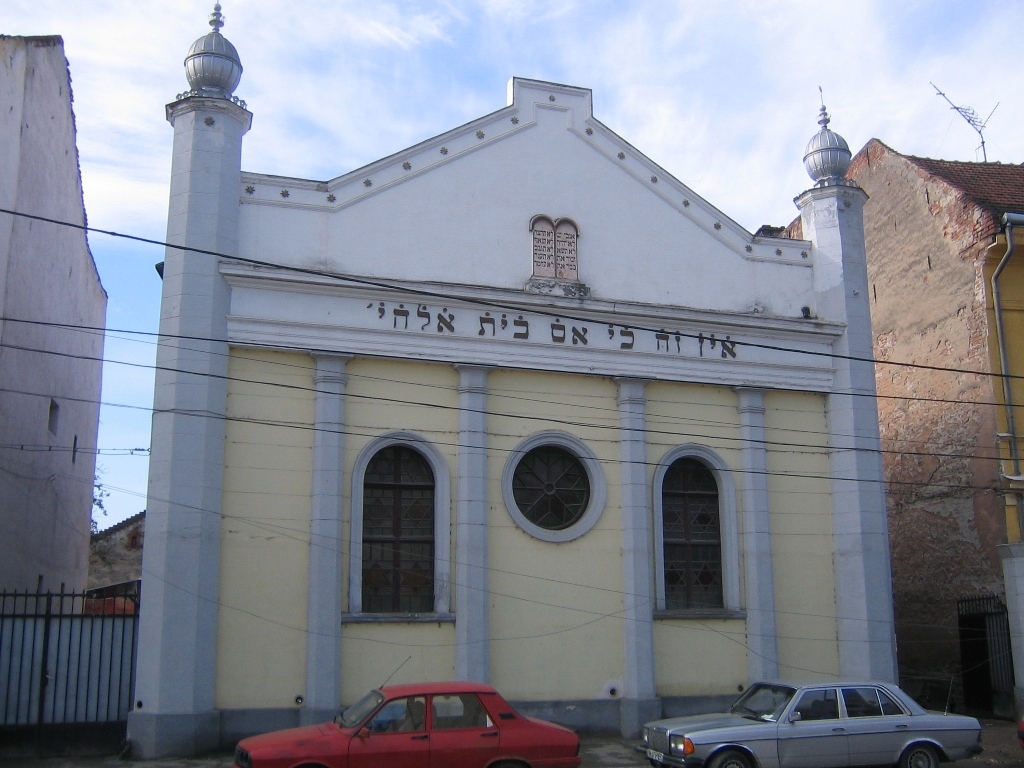
Sinagoga
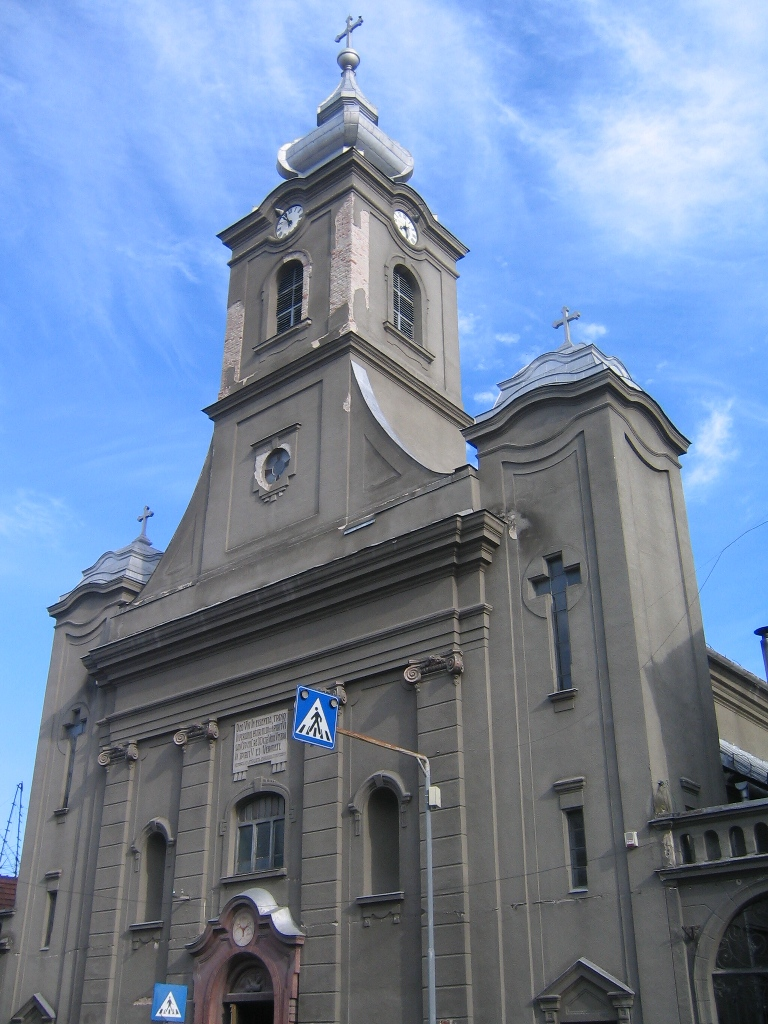
Biserica romano-catolică
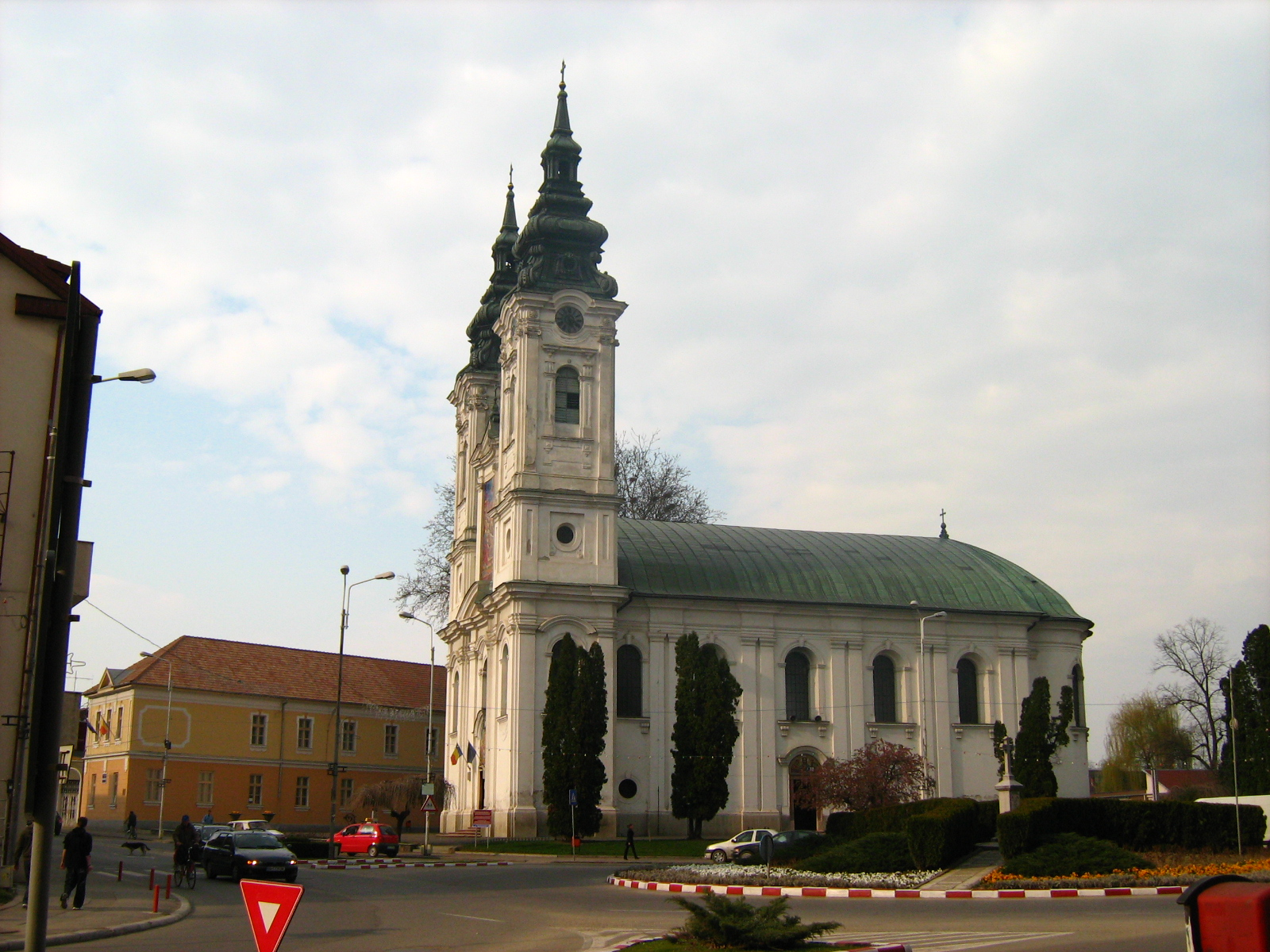
Biserica ortodoxă română cu hramul "Adormirea Maicii Domnului"
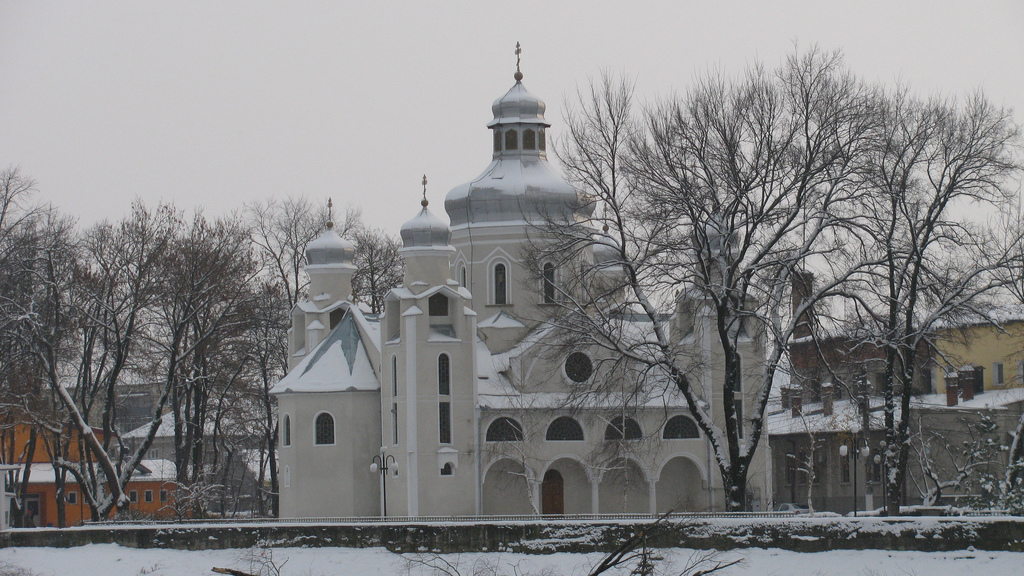
Biserica ortodoxă ucraineană
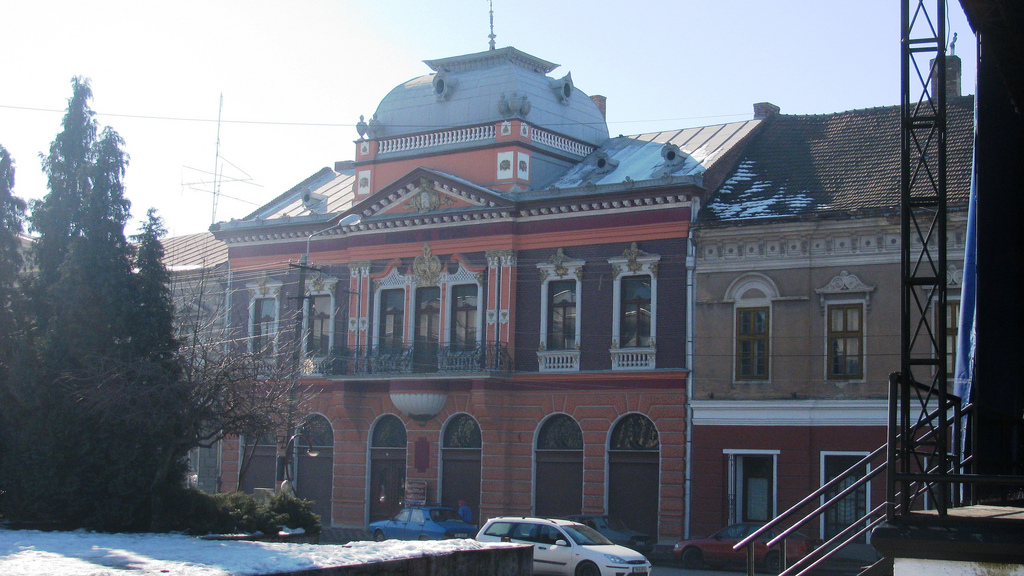
Muzeul
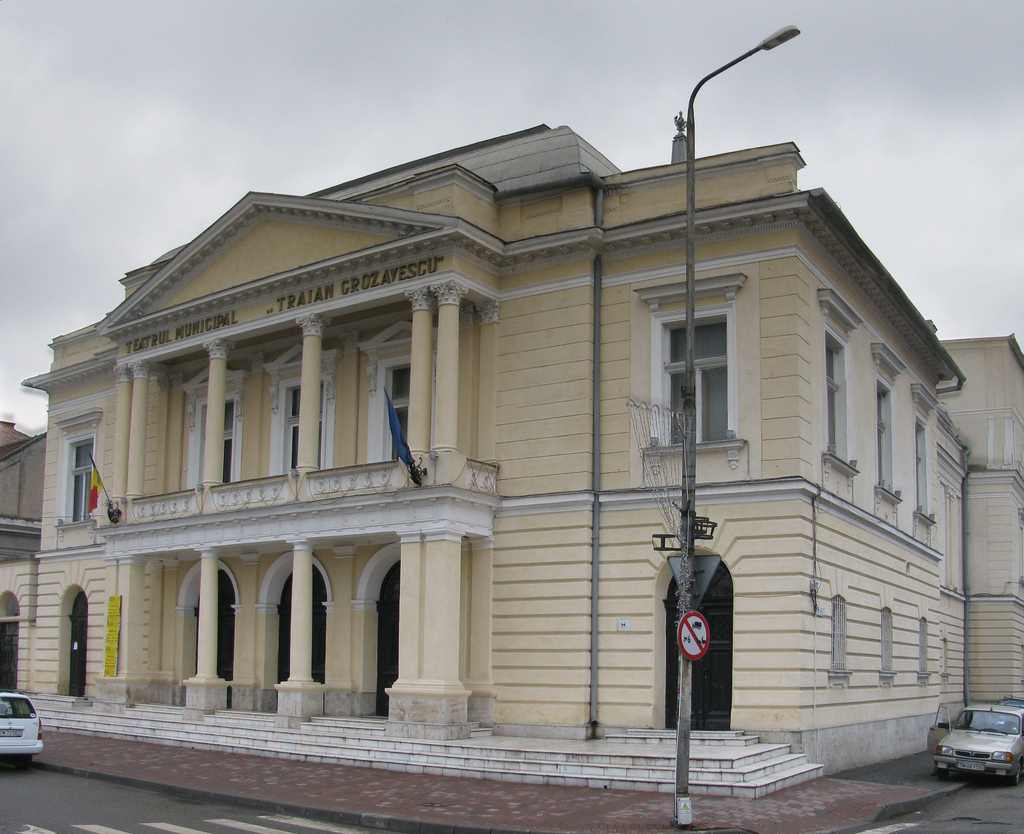
Teatrul
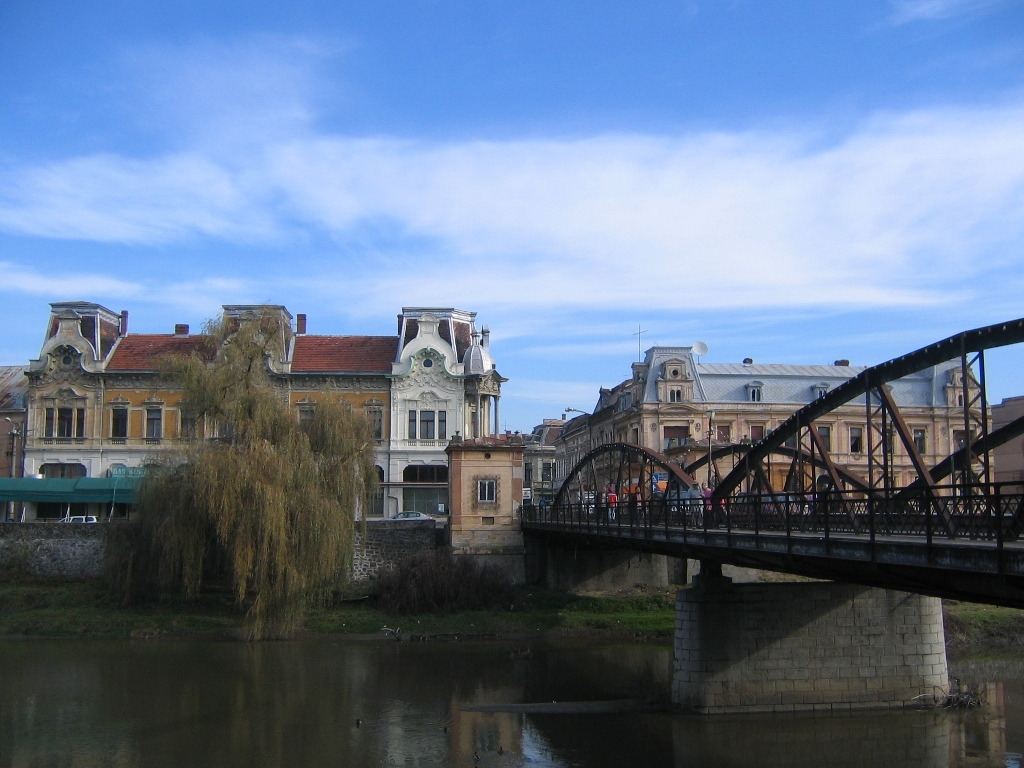
Lugoj - Podul de Fier
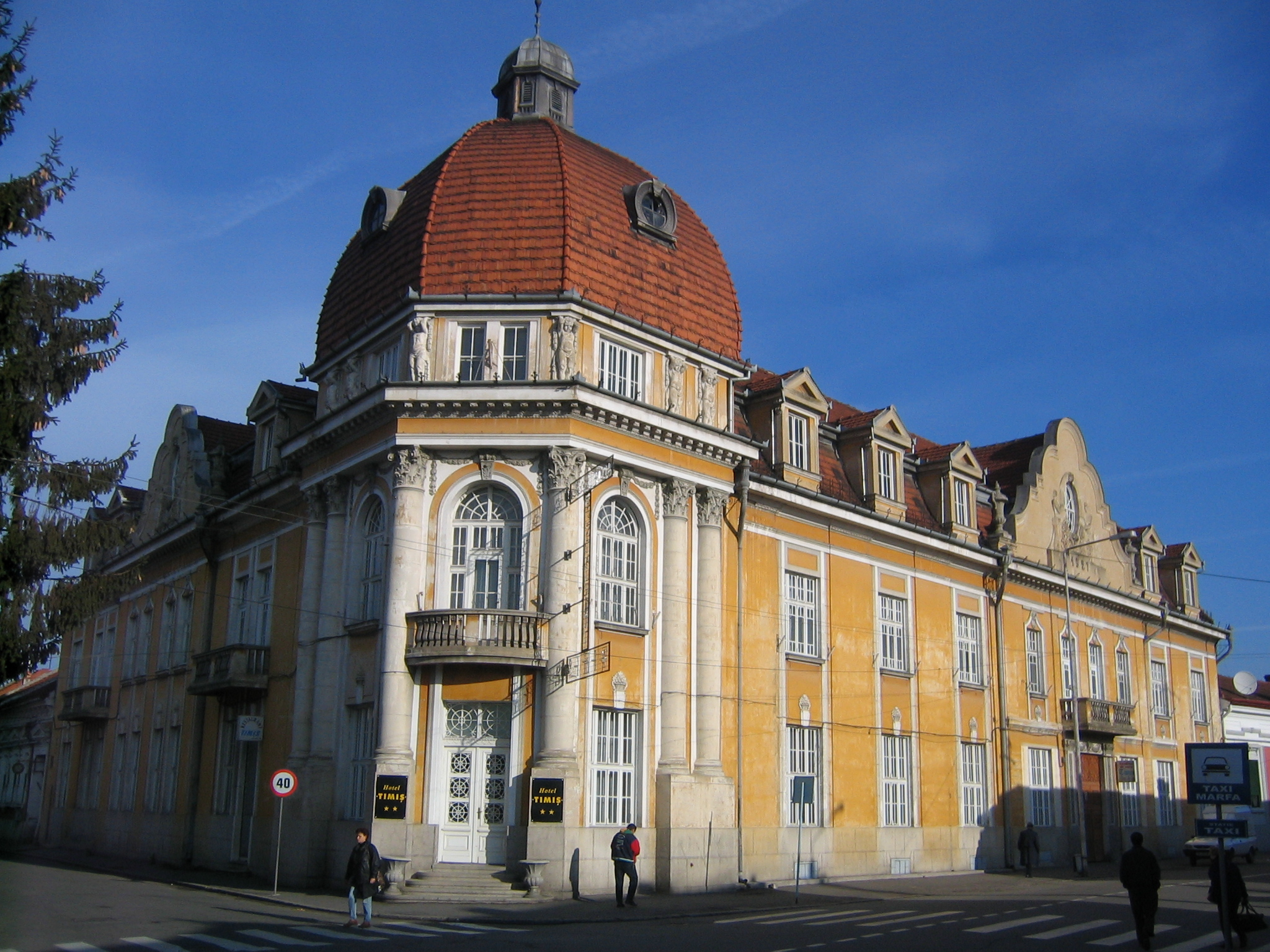
Hotel „Timiș"
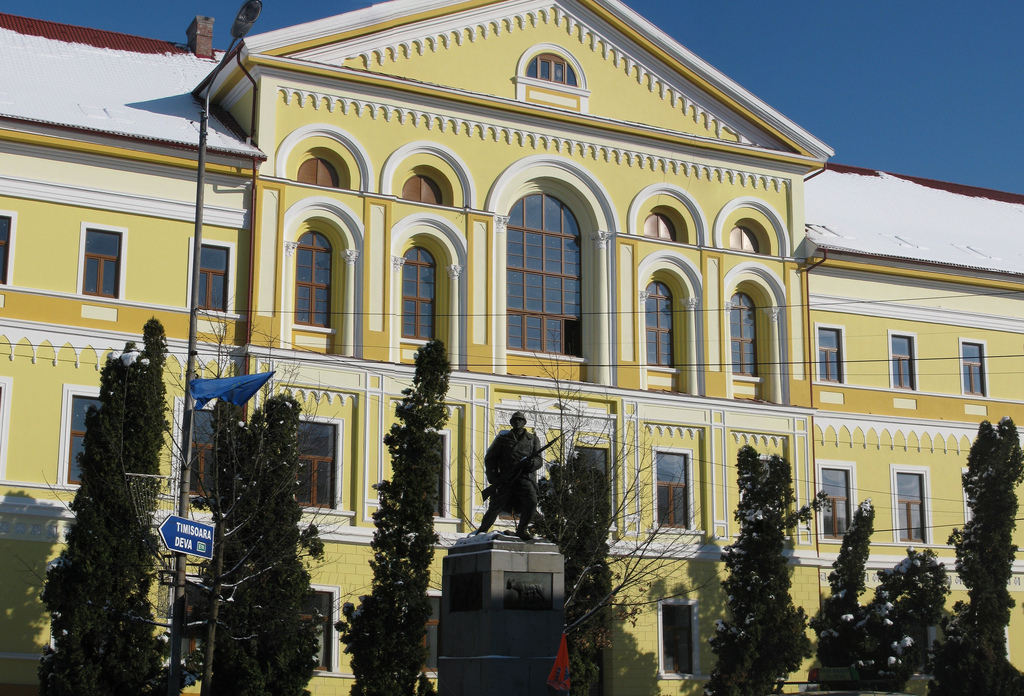
Fosta Prefectură
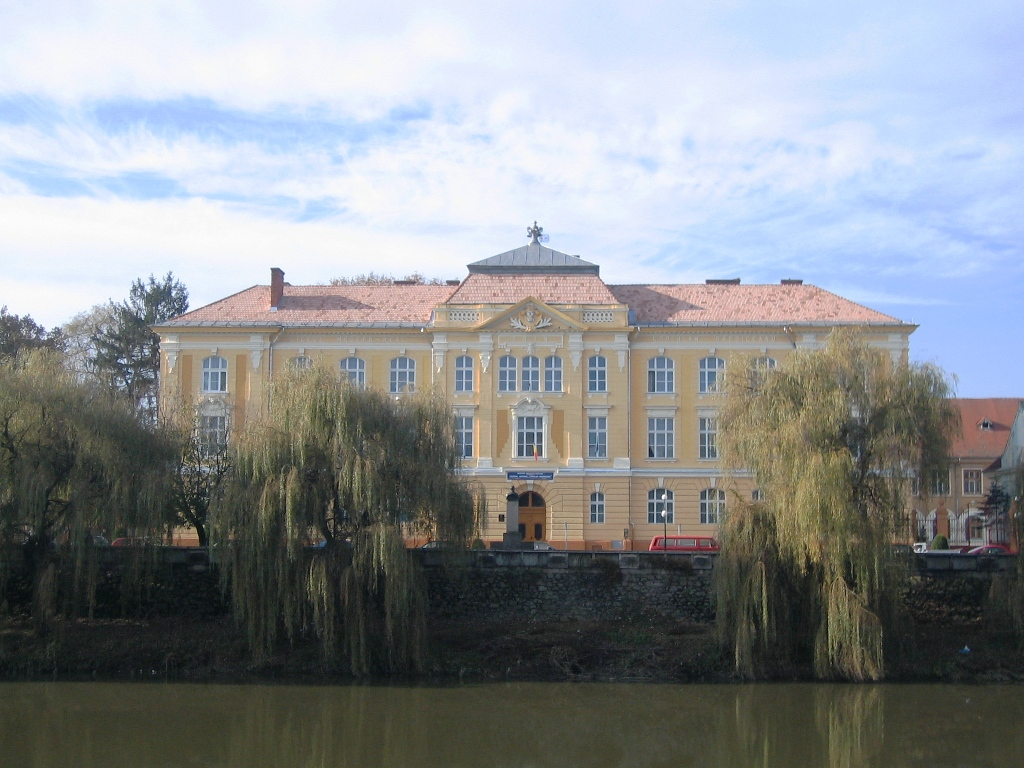
Colegiul Național "Coriolan Brediceanu"
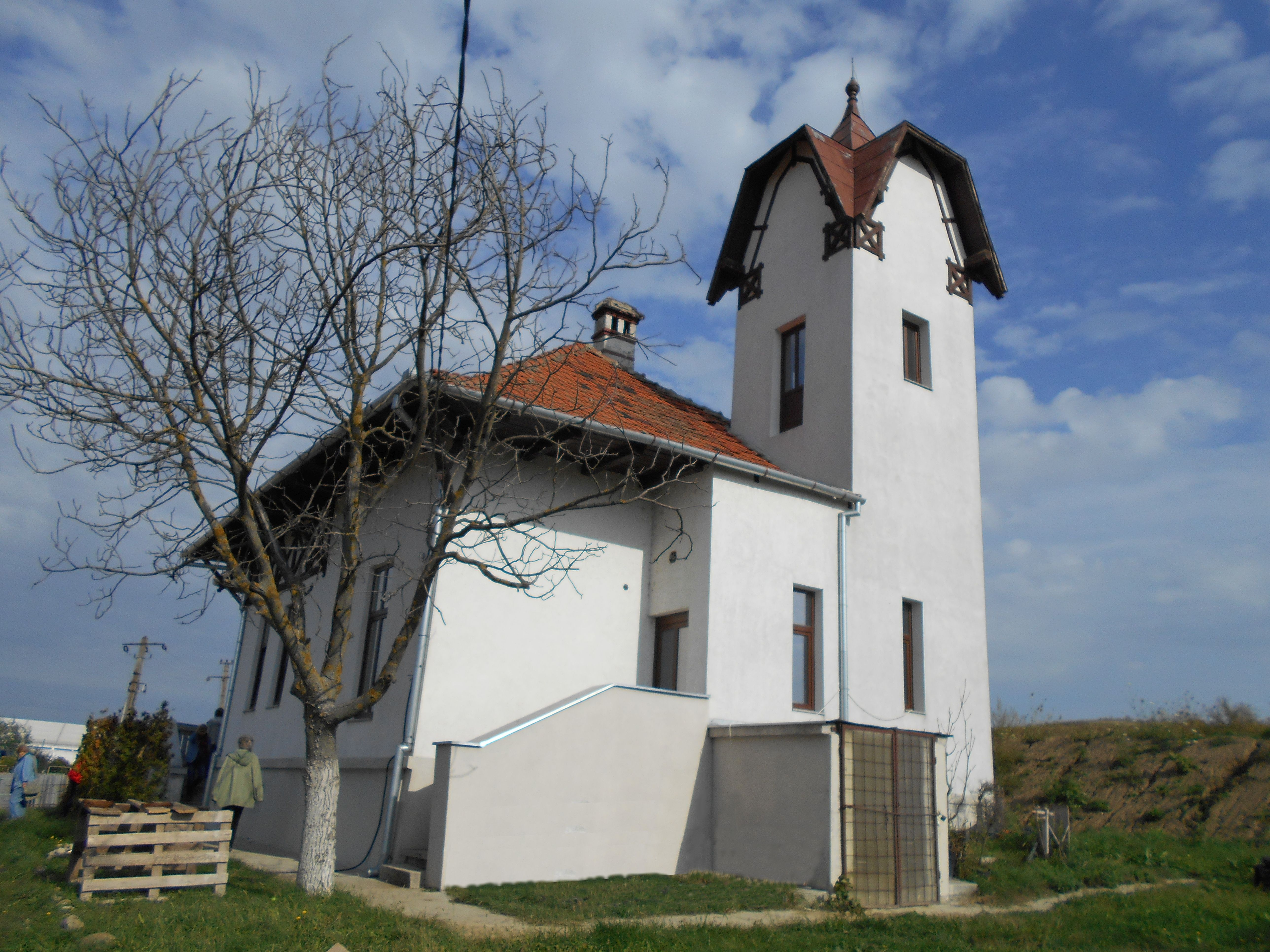
Centrul Memorial "Max Auschnitt"
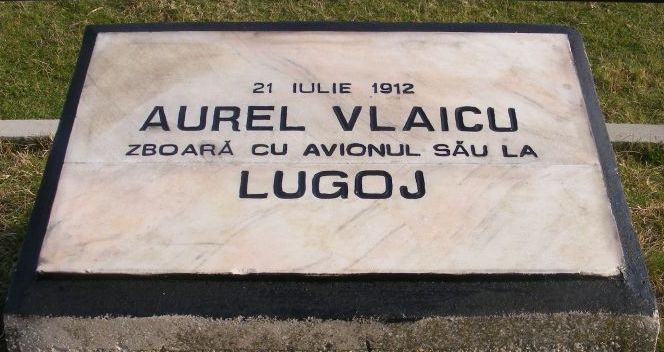
Placă memorativă - Aurel Vlaicu
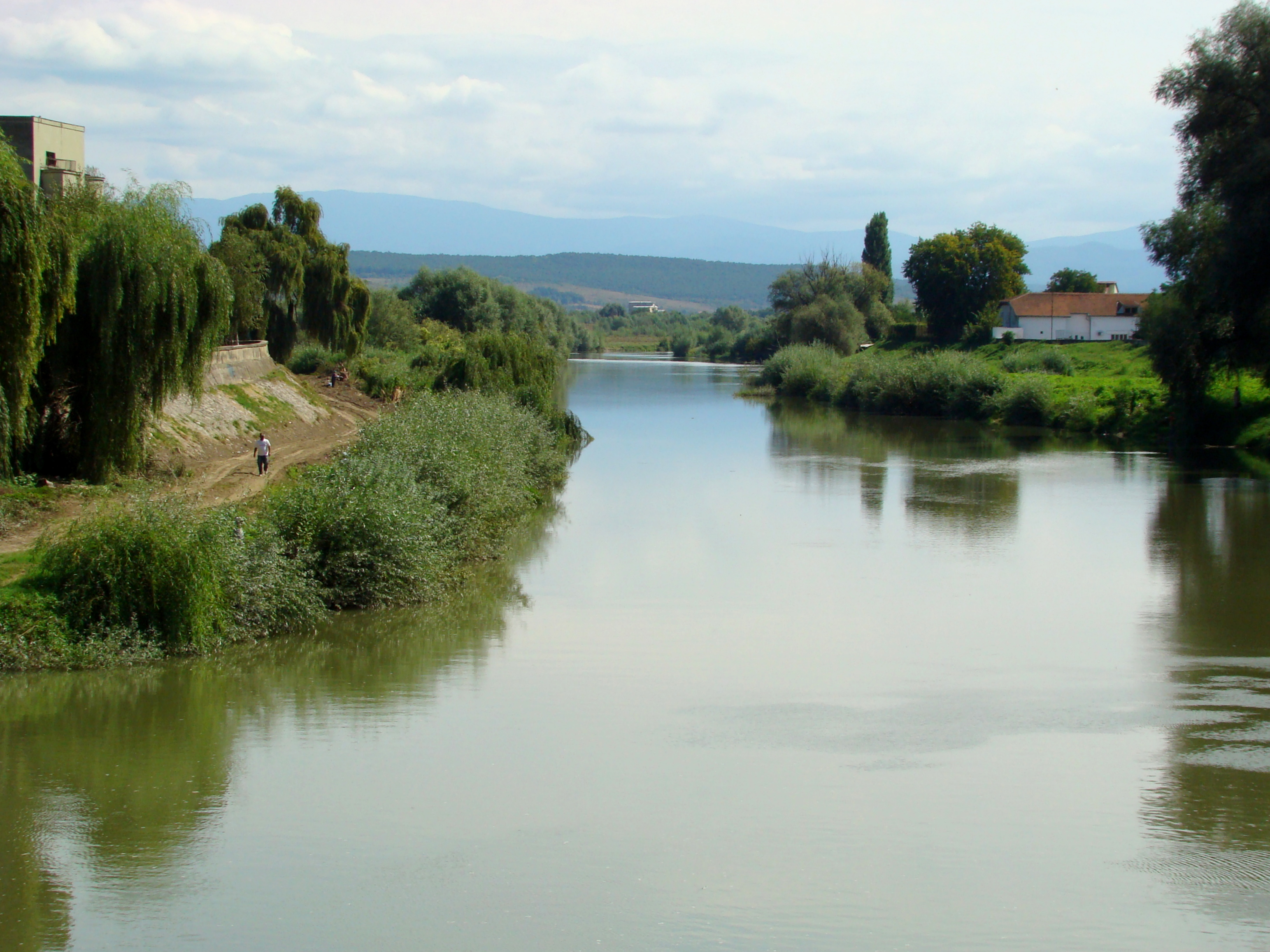
Râul Timiș
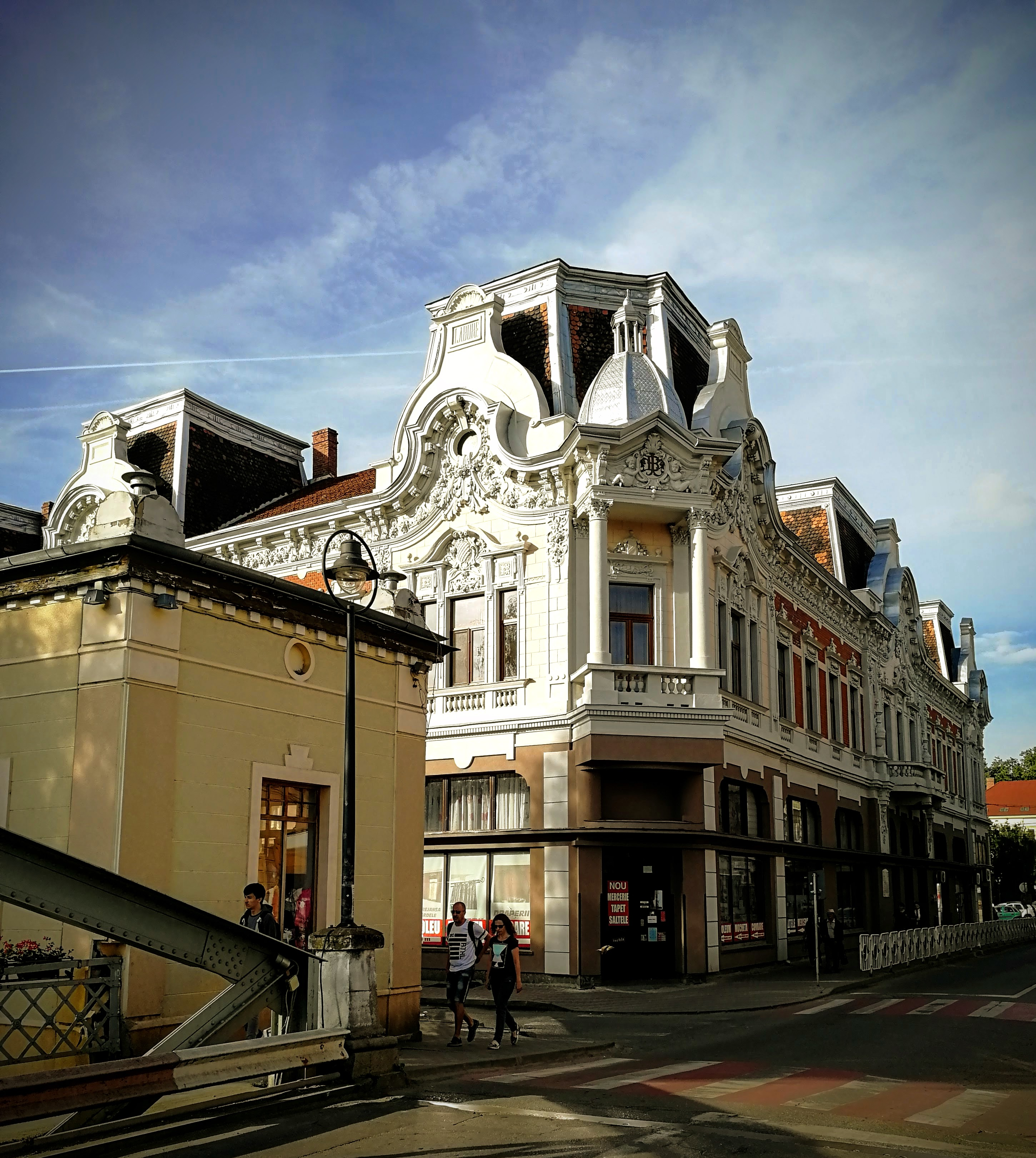
Palatul "Bejan" văzut de pe Podul de Fier (2018)